# Sporting Club albigeois
Maillots
Actualités
Dernière mise à jour : 10 juin 2025.
Le Sporting club albigeois est un club français de rugby à XV basé à Albi. Il évolue pour la saison 2024-2025 en Nationale 1.
L'équipe professionnelle joue ses matchs au Stadium municipal d'Albi avec une capacité maximale d'environ 11 500 places dont 8 000 places assises.
Le Sporting est notamment champion des Pyrénées en battant le champion de France en titre le Stade toulousain en 1926 et double vainqueur du challenge Français en 1942 et 1943.

## Historique

### Naissance du rugby à Albi 1895

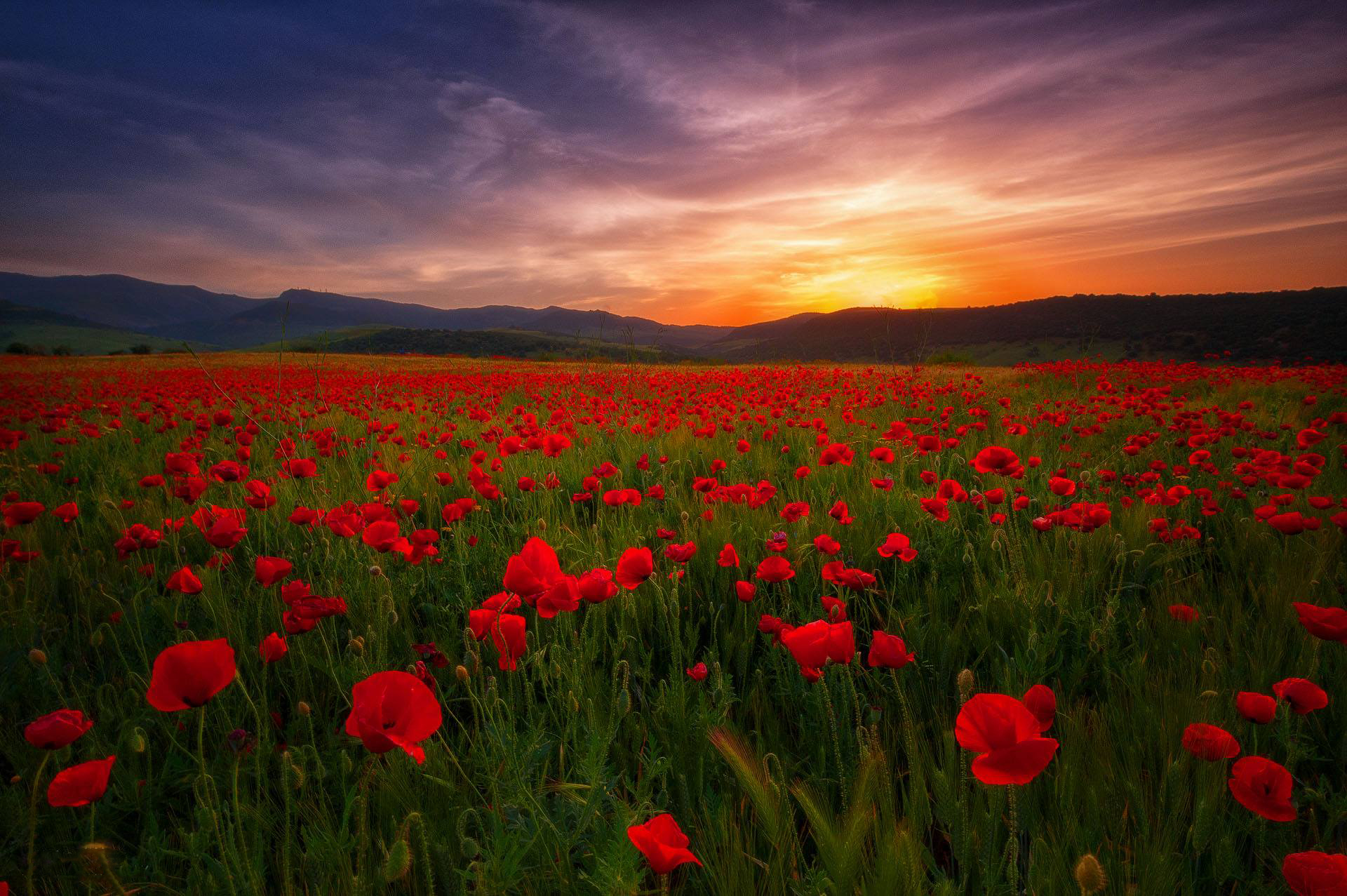
Les Coquelicots d’Albi, le tout premier club de rugby créé dans le département en 1895.

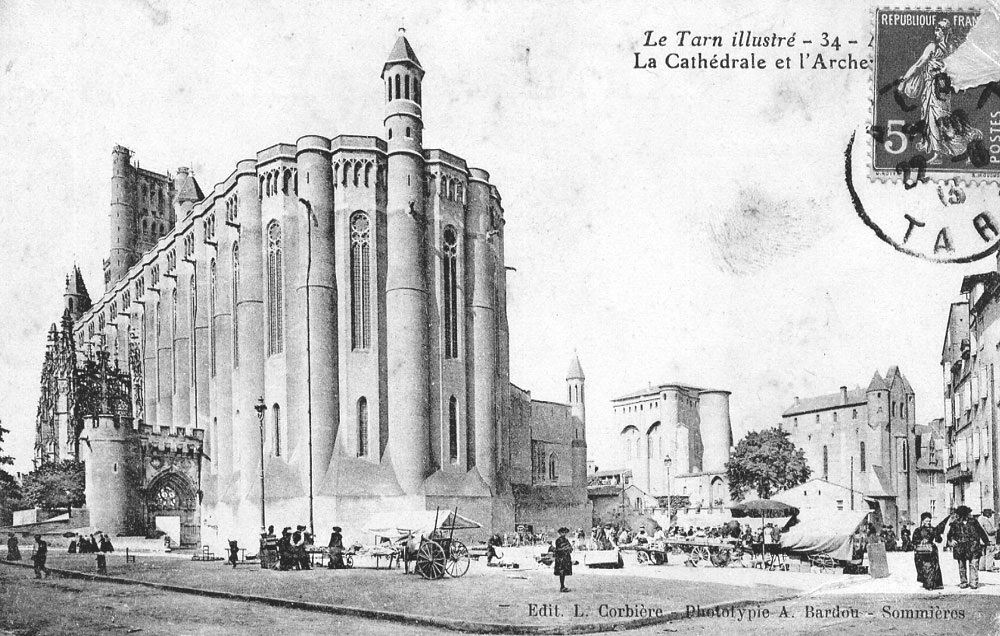
Albi au siècle dernier.

Le premier club est créé par de jeunes lycéens en 1895 avec les Coquelicots d’Albi c'est le tout premier club du Tarn devant Castres (1897) et Mazamet (1898).
En 1901 le Stade albigeois est créé par des scolaires et des militaires.
Plusieurs facteurs importants favorisent l’implantation du rugby à Albi. Tout d'abord l’industrialisation avec l’implantation du chemin de fer et aussi la présence militaire.

### Fondation du club 1906
Le Stade albigeois est remplacé par le Sporting club albigeois qui est créé en décembre 1906 en tant que club omnisports où, en plus du rugby, on pratique le tennis, l'athlétisme et le football.
Au début du siècle le rugby connaît un très grand succès à Albi avec cinq clubs de 1920 à 1930 : le Sporting club albigeois donc, mais aussi l'Étoile sportive, le Patronage laïque d’Albi, le Tockey club et le Club sportif albigeois.

### Structuration du SCA dans les années 1920 et 1930

#### Quintuple vice-champion des Pyrénées
Le club est vice-champion des Pyrénées en 1917 et 1922 avec notamment une défaite en finale par le champion de France en titre le Stade toulousain sur le score de 6-14 le 10 décembre 1922.
Équipe vice-championne des Pyrénées en 1922 : 
 

1. Marcet  2. Rivière  3. Guertal 

4. Virazels 5. Font 

6. Maurel 8. Lemaître 7. Vergez 

9. Lamazouère 10. Payrau ou Cassagne 

11. Nachat 12. Vaysse 13. Dupouy  14. Menu 

15. Cassagne ou Payrau 

Le club est encore vice-champion des Pyrénées en 1923, 1924 et 1925.

#### Vainqueur du challenge Pierre de Coubertin 1924
En 1924, la FFR décerne le challenge Pierre de Coubertin au SC Albi pour l’excellent esprit sportif du club.
Jean Vaysse connaît sa première sélection aux Jeux olympiques, le 18 mai 1924, contre les États-Unis et remporte la médaille d'argent.
L'année suivante, Albi termine 6e club français, le meilleur classement de son histoire.

#### Champion des Pyrénées Excellence 1926

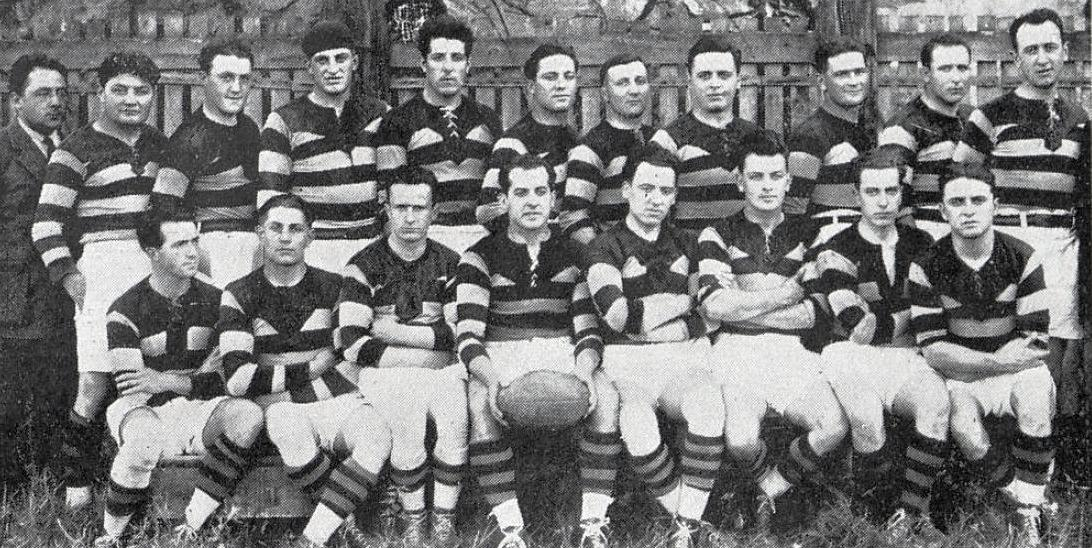
Sporting Club albigeois, champion des Pyrénées 1926.

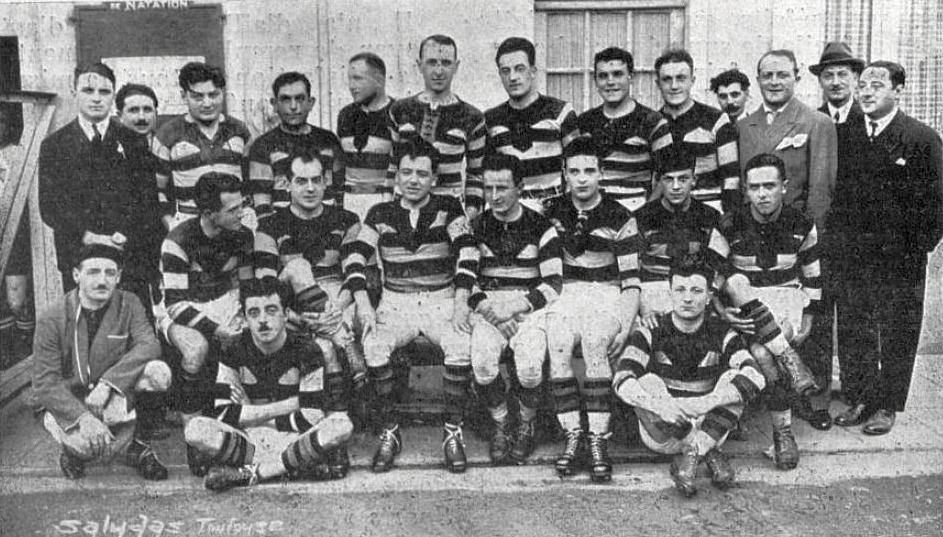
Sporting Club albigeois en 1928.

Le 28 novembre 1926, le premier titre majeur arrive au club avec une victoire contre le champion de France en titre le Stade toulousain en finale du championnat des Pyrénées avec une victoire 11 à 8 (1 essai de Dupouy et 1 essai des avants, 1 pénalité et une transformation de Lamazouère).
Par la suite, l’équipe termine deuxième de sa poule de cinq éliminant notamment le RC Toulon et se qualifie pour le Top 16 (4 poules de 4).
Albi se classe alors 9e club français.
Équipe championne des Pyrénées en 1926 : 
 

1. Marcet  2. Caubère  3. Caujolle 

4. Bousquet 5. Virazels 

6. Prévost 8. Adadie 7. Moureux

9. Lamazouère 10. Heillés 

11. Lauthier 12. Balp 13. Vaysse 14. Dupouy 

15. Coldefi 

#### Vice-champion des Pyrénées 1932
Le club est encore vice-champion des Pyrénées en 1932.
Entre 1934 et 1937, Albi est invité à disputer le prestigieux challenge Yves du Manoir.
Dernier de sa poule en 1936, il n'est ensuite plus invité à disputer cette compétition.

#### Double champion des Pyrénées Honneur 1938 et 1939
La saison 1937 est difficile. Albi termine dernier de son groupe tant en
Challenge qu'en Championnat et est relégué en deuxième division.
Albi est ensuite champion des Pyrénées Honneur en 1938 après des victoires sur Castres, Montauban, le TOEC, et Graulhet en poule.
Il conserve son titre la saison suivante grâce à une victoire sur l’US Montauban en finale 14-4.
La troisième ligne tarnaise, Jalibert, Andrieu, Valat réalise des performances remarquables tout au long de la saison.
Albi est ensuite battu par l'Olympique de Marseille au premier tour des phases finales.
En 1940, le régime de Vichy contraint les clubs des villes de moins de 50 000 habitants à fusionner (voir UA Gaillac pour un exemple similaire).
En 1940 et en 1941, Albi dispute la coupe des Pyrénées.
Il obtient alors le match nul 8-8 sur le terrain du Stade toulousain.

#### Double vainqueur du Challenge Français 1942 et 1943
Le Albi olympique remporte deux fois le challenge Français en 1942 et en 1943 (à égalité  avec l'USA Perpignan et le Toulouse olympique).
Albi dispute aussi le Challenge de l'amitié d'où il sort vainqueur de son groupe en 1942,.

### Période d'instabilité sportive (1945-1999)

#### Difficultés du SCA dans l'après-guerre
À la reprise en 1943, la première division passe de 42 à 95 clubs, Albi qui a terminé dans les 24 premiers de deuxième division avant la guerre est donc promu.
En 1944, il se qualifie même pour la seconde phase réservée aux 24 meilleurs clubs français.
Le club connaît toutefois des saisons difficiles. En outre, son attaque systématique contre le rugby à XIII oblige les dirigeants albigeois du SCA quinziste et du RCA XIII à former une entité unique, dénommée Albi olympique.
En 1946, le club repart en Honneur soit le niveau qu’il occupait avant la guerre mais sans mécène et sans équipement, tout est à reconstruire.
Albi n’est classé que 134e club français en fin de saison.
Après une saison 1947 difficile, Albi descend en Promotion (3e division), compétition dont il disputera la finale régionale contre Graulhet.
Le club gagnera ensuite sa remontée en honneur grâce à une victoire face à Coutras en seizième de finale.
Mais la FFR classe finalement le club en élite à partir de la saison 1948-1949.
L'année suivante, Albi sauve sa place à l'issue d'un barrage à 4 contre l'US Romans, le FC Grenoble et le CASG.
Le demi de mêlée Pierre Danos quitte le club en fin de saison pour Toulon.
Albi progresse toutefois toujours dans la hiérarchie nationale, classé 28e club national en 1951.
En 1952, Albi est qualifie pour la deuxième phase du Championnat réunissant les 32 meilleurs clubs français mais manque ensuite la qualification pour les huitièmes de finale.
En 1953, Albi termine dernier de sa poule en Championnat avec seulement 3 victoires en 14 matchs et est relégué dans le second groupe pour la saison 1954.
Toutefois, les meilleurs clubs de ce groupe peuvent rejoindre les meilleurs clubs français pour disputer le Bouclier de Brennus.
Albi, premier de sa poule dispute ainsi les seizièmes de finale où il est éliminé par Cognac, futur vice-champion de France.
En fin de saison, le jeune ouvreur Robert Basauri est sélectionné en équipe de France qui gagne un test contre l'équipe d'Argentine la veille de son vingtième anniversaire.

#### Exploit contre le Racing Club de France 1955
En 1955, le SCA réussit l'exploit d’éliminer le Racing Club de France de la course au Brennus en seizième de finale (victoire 9-0) avant de s'incliner contre l'US Romans en huitième de finale (défaite 14-11).
En 1956, Albi, qualifié pour la troisième année consécutive  est battu par Perpignan en seizième de finale avant d’être relégué l’année suivante.
La vie du club est ensuite rythmée par les incessants ascenseurs entre la première et la deuxième division.

#### Rétrogradation en deuxième division (1958-1961)
Albi passe quatre saisons en deuxième division entre 1958 et 1961 puis remonte après une victoire sur le Stade langonnais en quart de finale avant d’être éliminé par Saint Junien (où évolue l’ex-Albigeois Belloqui) en demi-finale.

#### Une décennie en première division (1962-1970)
Le club évolue neuf saisons consécutives en élite entre 1962 et 1970 sous la conduite du deuxième ligne international Bernard Momméjat,.
Dernier de sa poule en 1970, Albi est relégué en deuxième division.

#### Retour en deuxième division (1971-1973)
En 1971 et en 1972, Albi échoue à remonter en première division, battu lors du match décisif par Bourgoin puis par Nice en huitième de finale.
Puis, c’est enfin la remontée en première division groupe B en 1973 après une victoire sur Langon en huitième de finale.

#### Exploit contre le Stade toulousain 1974
En 1974, le SCA, grâce à quatre pénalités de son arrière Galan, réussit l'exploit de sortir le Stade toulousain de la course au Brennus en seizième de finale à Carcassonne (victoire 12-10) avant de s'incliner contre le CA Brive 41-0 en huitième de finale.
La descente l’année d’après est suivie d’une nouvelle promotion en 1977, suivi d’une nouvelle descente en 1978.

#### Arrivée de Bernard Vaur en 1979
En 1979, le demi de mêlée Bernard Vaur arrive au club.
Le Sporting termine 3e de sa poule en groupe B à 3 points de Nîmes et obtient le challenge Panache Pernod.
En 1980, le club est promu en groupe A (l’élite du rugby français) après une victoire sur le Stade montois 23-18 en quart de finale grâce notamment à deux essai du trois-quarts centre Serrano.
Chambéry, vainqueur d’une courte tête en demi-finale 21-18 privera les Tarnais de la première édition de ce Bouclier du Groupe B

#### Retour dans l’élite (1980-1985)
Ce retour dans l’élite permettra l’éclosion d’un joueur de grand talent, Jean-Marc Lescure.
Venu renforcé la sélection des Alpes en 1981, il réussira l’exploit de battre les All-Blacks (ce sera leur seul défaite de leur tournée).
En 1981, le club est récompensé par le Trophée Elf Aquitaine.
La même année, Albi réussi le match nul sur le terrain du Stade toulousain et atteint les seizièmes de finale du Championnat, battu par Agen.
Les trois années suivantes, Albi se maintient sans toutefois se qualifier.
En 1982, Albi après avoir commencé le championnat par trois courtes défaites (10-9 à Valence, 7-6 à Mazamet et 12-15 contre Narbonne) termine septième de son groupe malgré une victoire à Narbonne au match retour. Il ne participe donc pas à la phase finale du Championnat réservé désormais aux six premiers.
En 1983, Albi termine avant-dernier de sa poule de Championnat se sauvant de justesse au détriment de Bourgoin.
En 1984, Albi termine sixième de son groupe de Championnat assurant plus confortablement son maintien.
En 1985, Albi dernier de sa poule avec 3 victoires seulement en 18 matchs de Championnat descend en groupe B.
Jean-Marc Lescure part alors à Narbonne pendant que le futur talonneur international Vincent Moscato part pour Graulhet.

### Descente au niveau amateur
Après une saison en groupe B en 1986, Albi remonte un an en groupe A après une victoire contre Thuir 6-3 en quart de finale avant de passer la fin des années 1980 et les années 1990 en groupe B qui deviendra Nationale 1 puis Fédérale 1.
En 1987, le groupe A est finalement séparés en deux groupes de 20 clubs et Albi qui vient de remonter doit se contenter du second.
Bien que renforcé par l'ouvreur Sud-africain Riian Gous lors des matchs retours, il ne termine alors huitième de sa poule du Championnat.
En 1988, le Championnat est finalement  porté à 80 clubs groupés initialement en seize poules de cinq. Les deux premiers de chaque poule (soit 32 clubs) forment alors le groupe A et se disputent le Bouclier de Brennus. Les autres forment alors le groupe B et après une première phase de brassage, le club, troisième de son groupe derrière l'US Tyrosse et le SU Agen est relégué en championnat de France groupe B.
Il termine alors quatrième de sa poule avant d'être éliminé en barrage par Lombez 3-0.
En 1989, Albi termine dernier de sa poule de brassage malgré le retour du demi de mêlée international Bernard Vaur et doit rester en groupe B.
Troisième de sa poule, il élimine ensuite le SO Voiron en barrage 6-4 avant d'échouer en huitième de finale aller-retour contre le Paris UC.
Encore dernier de sa poule de brassage en 1990, Albi reste en groupe B où il se maintient lors de la dernière journée après une victoire à Chambéry 21-20 envoyant les Savoyards en deuxième division.
En 1991, Albi, troisième de sa poule de brassage derrière le Castres olympique et l'US Montauban dispute toujours le championnat de France groupe B et termine en milieu de tableau avec 6 victoires et 8 défaites.
En 1992, Albi perd le barrage d’accession contre le RRC Nice avant de connaître plusieurs saisons difficiles.
L'année suivante, Albi est relégué en groupe B2.
En 1994, il reçoit le renfort de l'ancien Toulousain Thierry Maset pour une saison et remonte en groupe B1.
Puis, il reste en groupe B à la fin des années 1990, disputant même un barrage de maintien de Saint Jean en Royans en 1998.

### L'ère Éric Béchu (1999-2010)

#### Montée en Pro D2 2002
Grâce à son manager Éric Béchu, à la tête du SCA depuis 1999, les années 2000 s'ouvrent sur un renouveau. Le SCA dispute trois finales consécutives de Fédérale 1 en 2000, 2001 et 2002, toutes perdues contre Oloron Sainte-Marie, Tours et Lyon mais monte en Pro D2 en 2002-2003.
Le club reste dans le milieu de tableau les trois premières saisons.

#### Montée en  Top 14 2006

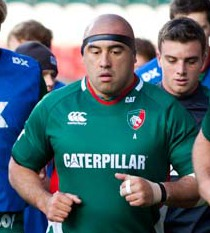
Boris Stankovich

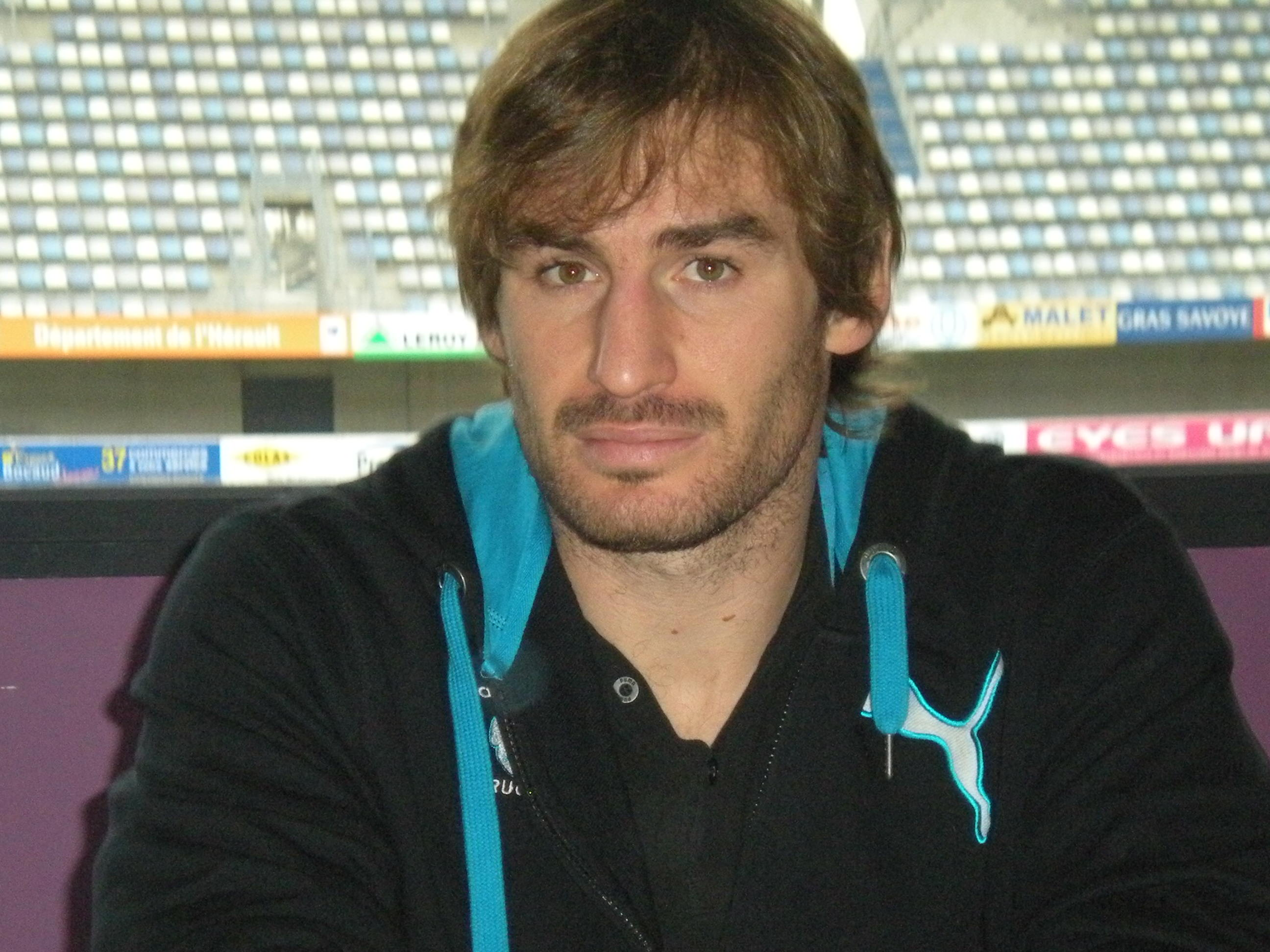
Mickael Ladhuie

Puis, Albi gagne les playoffs de Pro D2 en éliminant l'AS Béziers en demi-finale puis l'US Dax en finale d'accession en 2006.
Le pilier Boris Stankovich sera la révélation de la saison.
Albi réintègre alors l’élite du rugby français pour les saisons 2006-2007 et 2007-2008.
Composition de l'équipe de la finale du barrage d'accession en Top 14 en 2006 : 
 

1. Boris Stankovich puis Mathieu Larrouy  2. Pierre Saby puis Mickaël Ladhuie 3. Christhophe Viol puis Forrest Gainer 

4. Arnaud Méla 5. Philippe Guicherd 

6. Yohann Misse puis Lilian Ducos 8. Vincent Clément  7. Franck Maréchal 

9. Sébastien Pagès 10. Frédéric Manca 

11. Marc Jourdaine 12. Thomas Sanchou puis Lilian Subra 13. Tim Bowker 14. Dimitri Senio 

15. Séverin Prats 

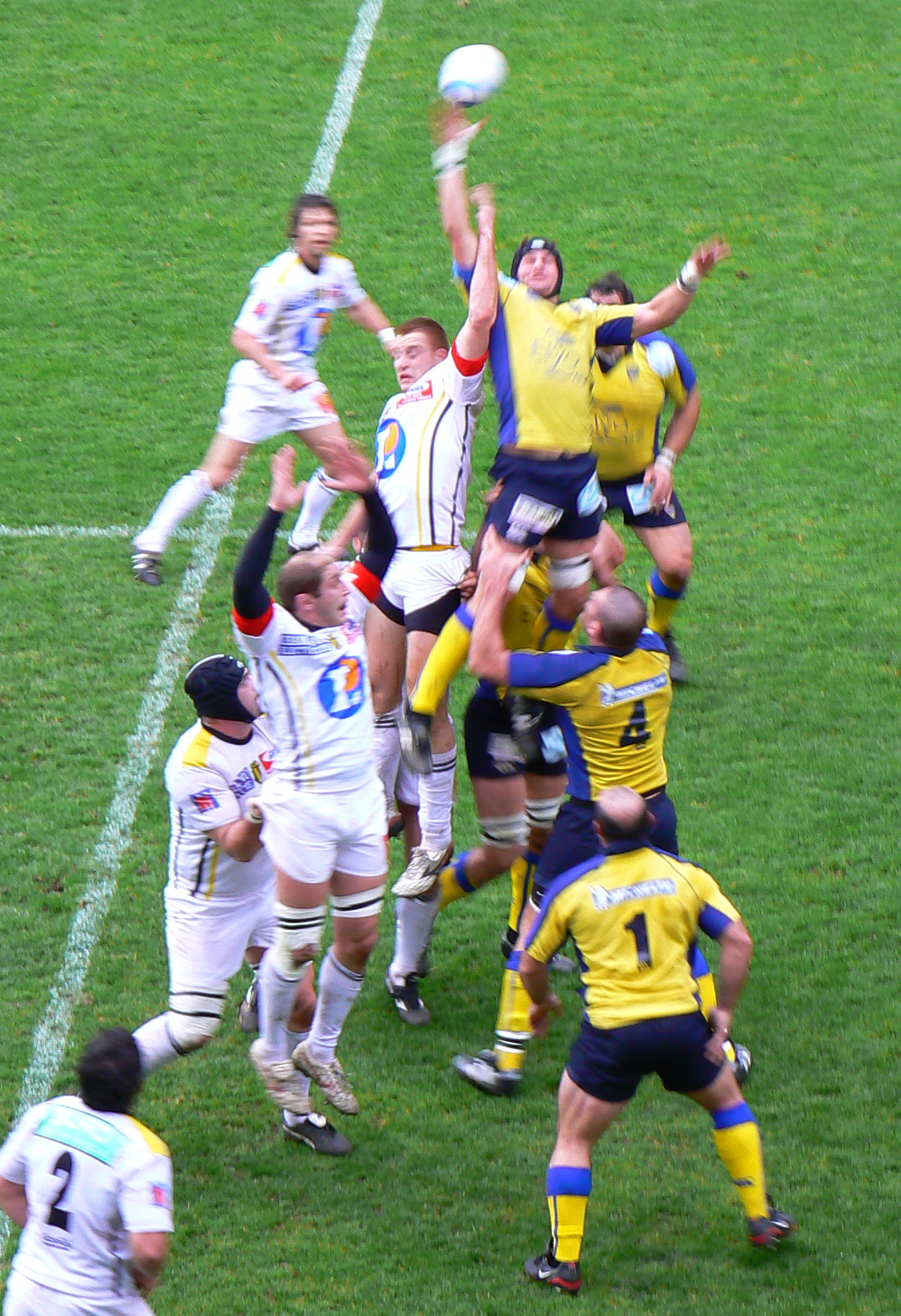
Clermont-Albi en Top 14

Le SCA termine dixième en 2007 avec notamment deux victoires à l’extérieur contre Castres et Montauban.
La première ligne albigeoise composé notamment de Boris Stankovich, Mickaël Ladhuie et Kisi Pulu est la grande satisfaction de la saison.
Puis l'année suivante le club, renforcé notamment par l'ailier Régis Bianco termine douzième avec quatorze points d'avance sur l'US Dax treizième.
Pierre Corréia, Arnaud Méla et Thibault Lacroix répresentent le SCA en équipe de France.
Mais le SCA sera finalement relégué administrativement.

#### Descente administrative en Pro D2 2008
Mais, alors que le maintien en Top 14 pour la saison 2008-2009 semblait acquis, la DNACG prononce une rétrogradation du SC Albi en Pro D2 à cause de "problèmes de gestion financière" par le club, malgré la mobilisation des supporters, des dirigeants, et l'appel de cette décision. Plusieurs licences de joueurs sont invalidées en raison des résultats déficitaires de la saison précédente.
Ceci entraîne une vague de départ comme ceux de Guillaume Ribes ou encore Mathieu Larrouy.

#### Remontée en Top 14 2009

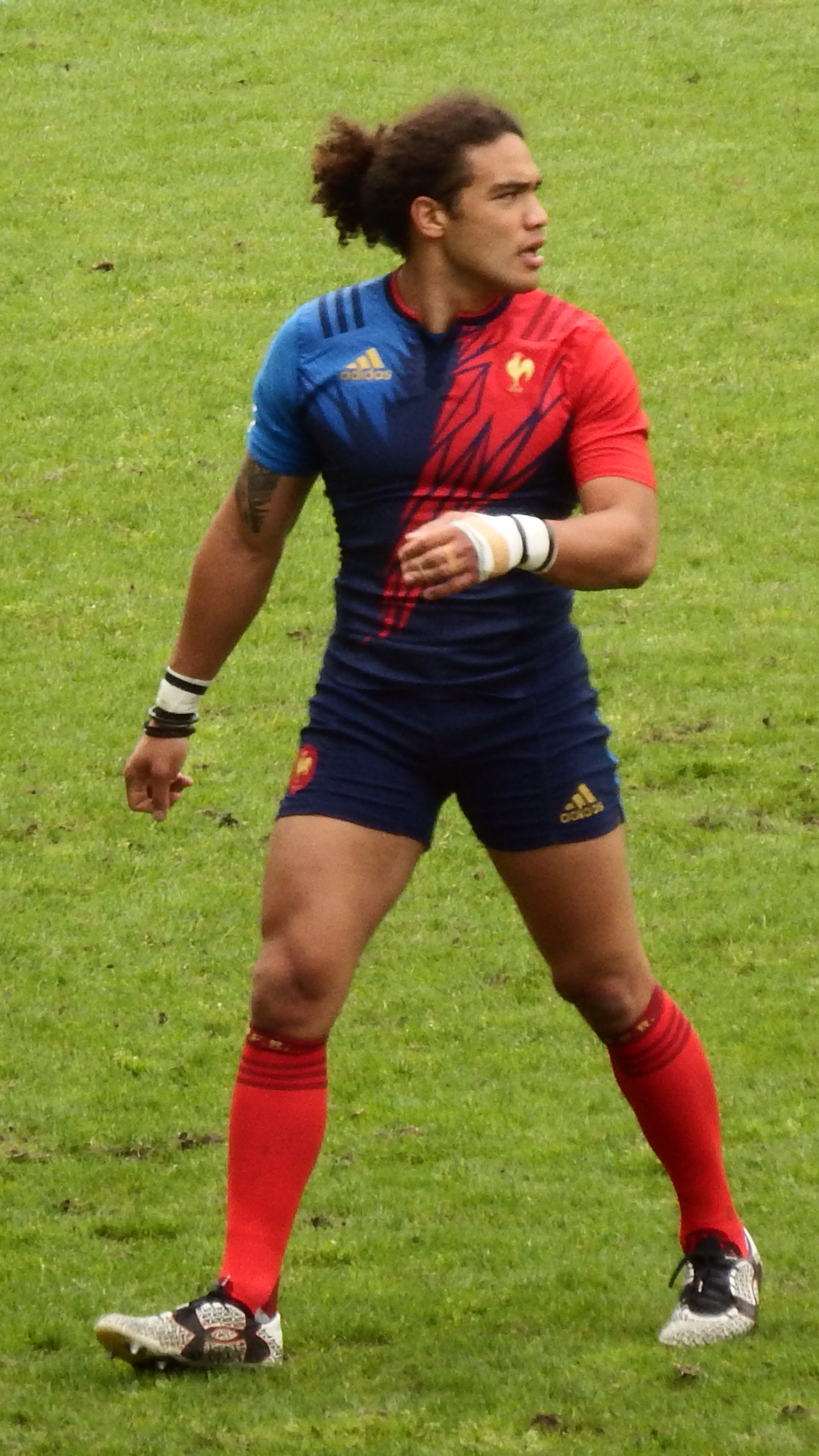
Pierre-Gilles Lakafia

Une saison après cette relégation administrative, le SCA, renforcé notamment par Pierre-Gilles Lakafia, Benjamin Lapeyre, Saula Radidi, Clément Maynadier et Laurent Baluc-Rittener réussit l'exploit de remonter en Top 14 en battant en demi-finale 2009  à domicile La Rochelle sur le score de 15-15 au bénéfice des pénalités et en finale d'accession au Top 14 l'US Oyonnax au Stade Yves-du-Manoir de Montpellier sur le score de 14-12, l’ouvreur d’Oyonnax Sébastien Bouillot loupant la pénalité de la gagne sur la sirène.
Composition de l'équipe de la finale du barrage d'accession en Top 14 en 2009 : 
 

1. Christophe Lafoy puis Nicolas Frize  2. Pierre Saby puis Clément Maynadier 3. Ronny Uipa Sua puis Martin Gady 

4. Paul Guffroy puis Yogane Corréa 5. Crisjan Van der Westhuizen 

6. Laurent Baluc-Rittener 8. Vincent Clément  7. Yohann Misse puis Daniel Farani 

9. Sébastien Pagès puis Kevin Boulogne 10. Frédéric Manca 

11. Patrice Serre 12. Dominic Feau'nati puis Saula Radidi 13. John Stewart 14. Pierre-Gilles Lakafia 

15. Benjamin Lapeyre 

#### Rétrogradation en Pro D2 2010

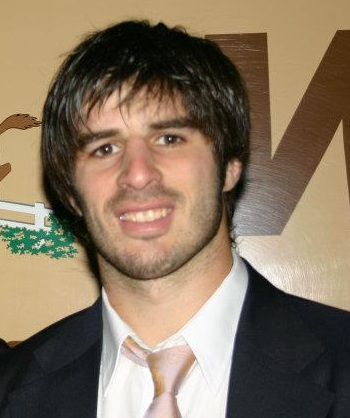
Le Pumas Lucas Borges au SCA.

Le SCA recrute notamment l'international argentin Lucas Borges.
La saison 2009-2010 marquera cependant la fin de l'ère d'Éric Béchu, quittant ses fonctions en cours de saison sur le bilan de 4 victoires et 22 défaites, en raison d'un effectif limité, et des problèmes financiers récurrents.

#### Éric Béchu évincé quitte le SCA
Limogé, Éric Béchu quitte le club après 11 saisons à la tête du club et rejoint le Montpellier Hérault Rugby avec Fabien Galthié tandis que le demi de mêlée Sébastien Pagès met fin à sa carrière professionnelle après dix saisons au club.

### L'ère Henry Broncan
Henry Broncan surnommé le sorcier gersois, en provenance du SU Agen remplace alors Éric Béchu et décide de maintenir le club durablement dans le monde professionnel en appliquant une politique forte sur les équipes jeunes et l'école de rugby en général. À l'intersaison, les Albigeois remportent le challenge Armand Vaquerin 2010 en battant d'abord l'US Colomiers puis le Tarbes Pyrénées Rugby. Albi atteint ensuite la finale contre Bordeaux-Bègles mais l'effectif arrive bientôt en fin de cycle et le SCA perdra ses trois futurs internationaux français, tout d'abord Sofiane Guitoune en 2012 puis Clément Maynadier et Geoffrey Palis en 2013.
Composition de l'équipe de la finale du barrage d'accession en Top 14 en 2011 : 
 

1. Nicolas Frize puis Florian Prime  2. Pierre Saby puis Clément Maynadier 3. Martin Gady puis Benjamin Sore 

4. François Tisseau puis Paul Guffroy 5. Crisjan Van der Westhuizen 

6. Florent Fourcade 8. Vincent Clément  7. Yohann Misse puis Tim Bowker 

9. Maxime Carabignac puis Sébastien Pagès 10. Romain Sola puis Thomas Fournil 

11. Dave Vainqueur 12. Michel Denêtre puis  Baptiste Hecker 13. Sofiane Guitoune 14. Geoffrey Palis 

15. Frédéric Manca 

Lors de la saison de Pro D2 l'année suivante le club, renforcé par le futur ailier international Gabriel Lacroix se situe 7e au classement, puis 11e en 2012-2013.
La saison de Pro D2 2013-2014 le club se situe 12e au classement, Samuel Marques termine second réalisateurs, le 1er étant Fabien Fortassin.
Henry Broncan le sorcier gersois quitte son poste de manager pour prendre en charge la formation de Tarbes.

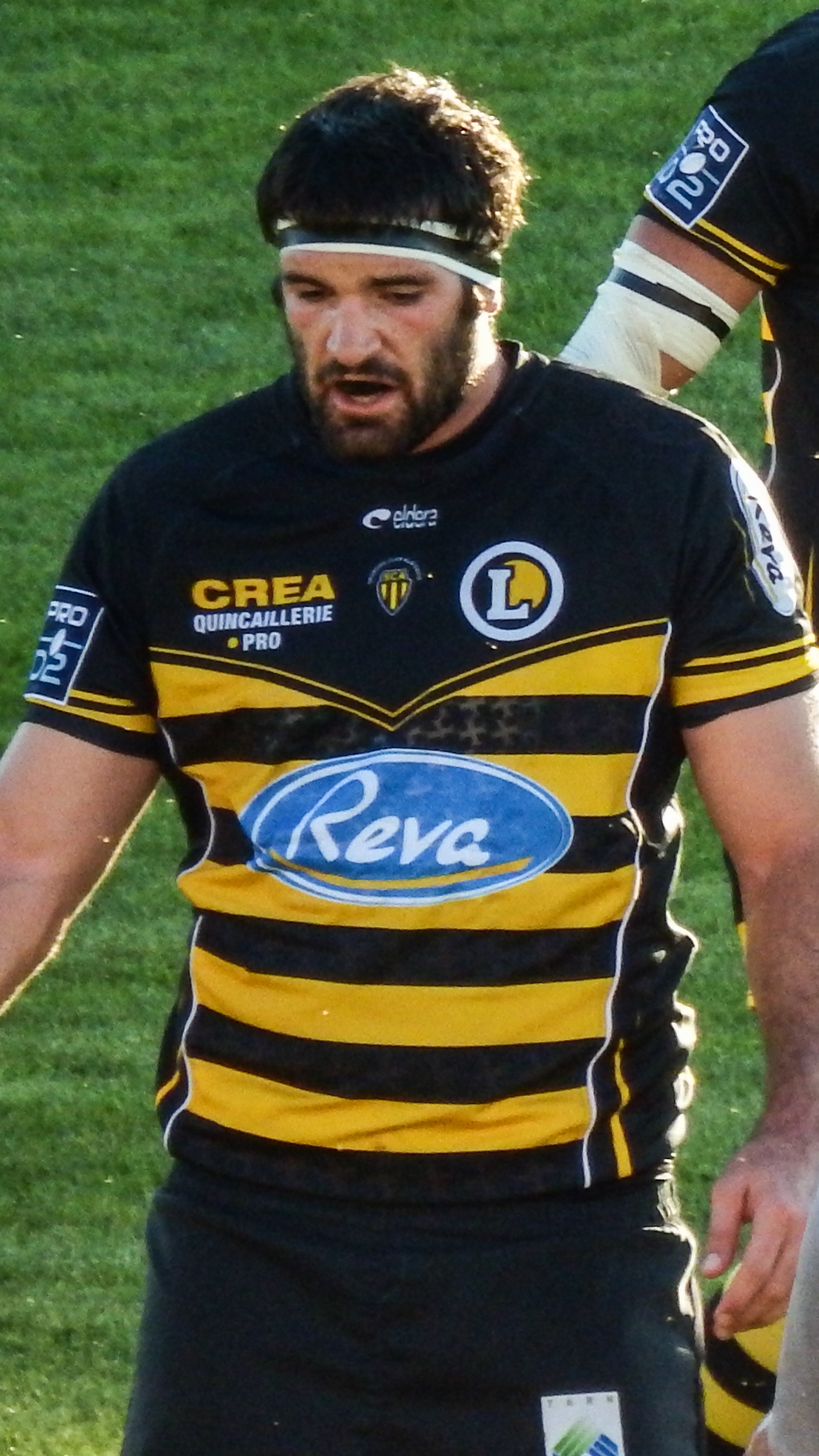
Mathieu André

En 2014 les juniors Reichel de Timilai Rokoduru sont vice-champion de France. Cette défaite en finale dans les arrêts de jeu contre le tenant du titre Grenoble (18-16) sera la seule de toute la saison.

### L'ère Ugo Mola

#### Demi-finaliste de Pro D2 2015

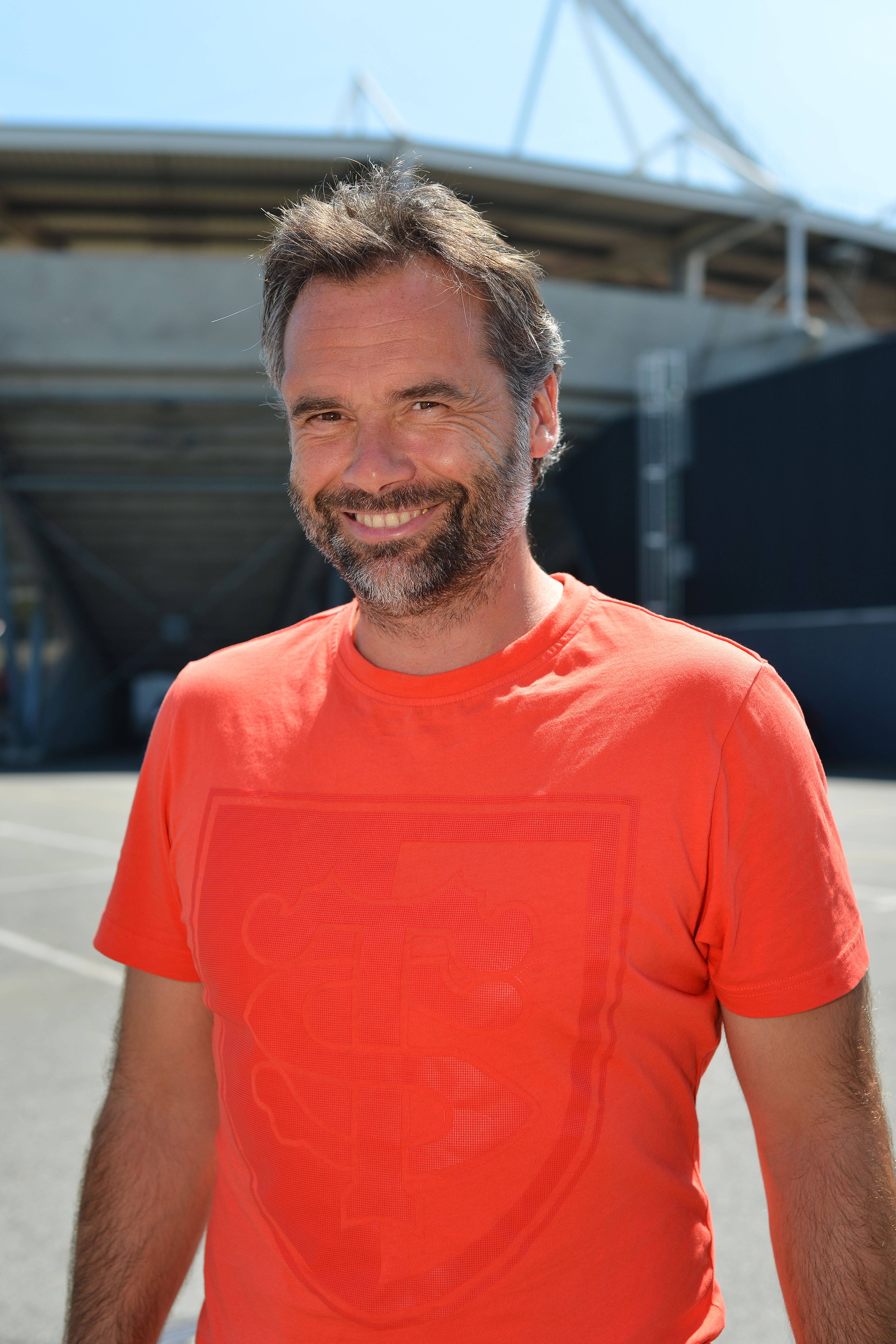
Le nouvel entraîneur albigeois Ugo Mola.

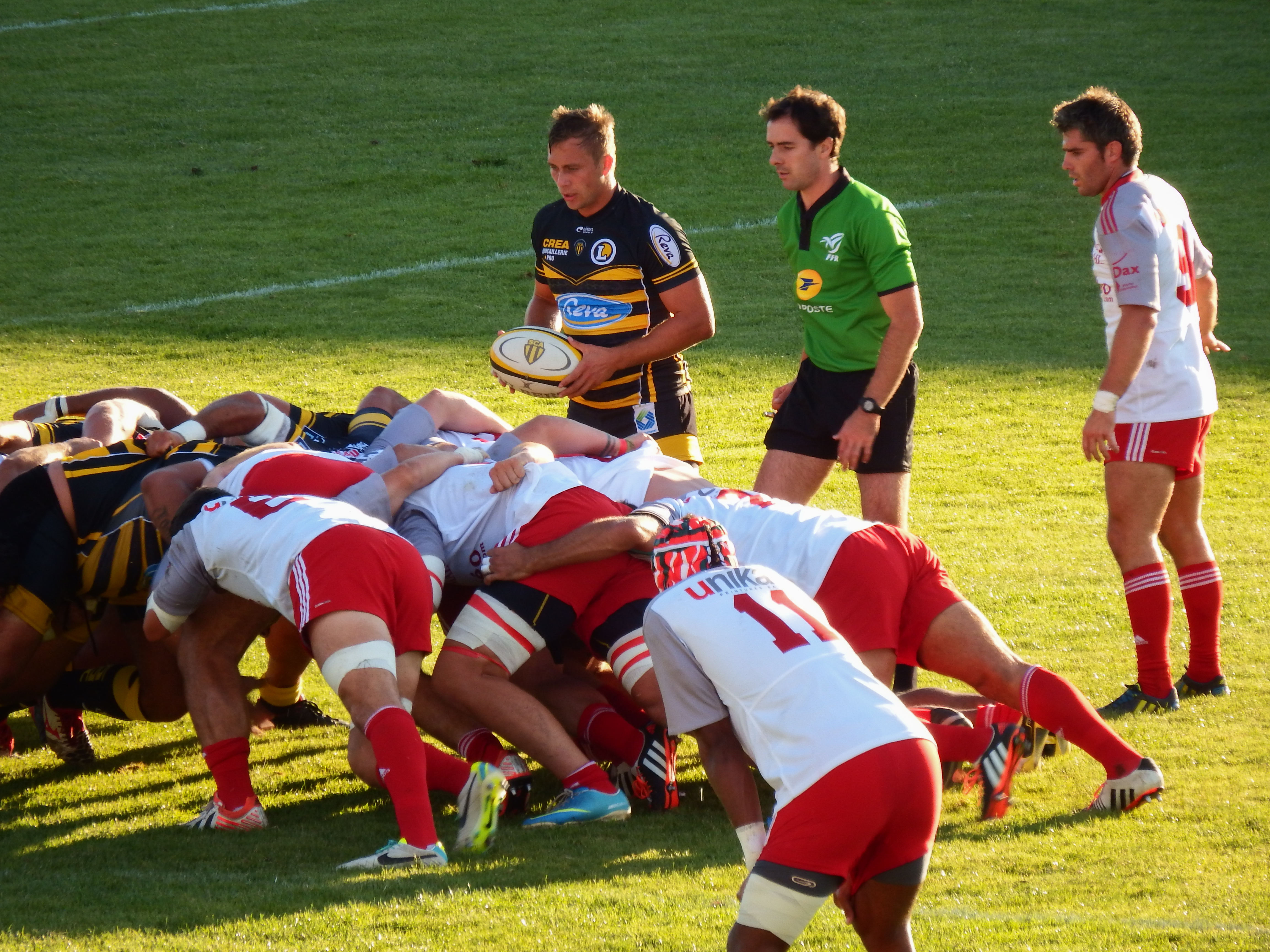
Le SC Albi réalise un bon début de saison, contre Dax lors de la 4e journée, et atteindra les demi-finales.

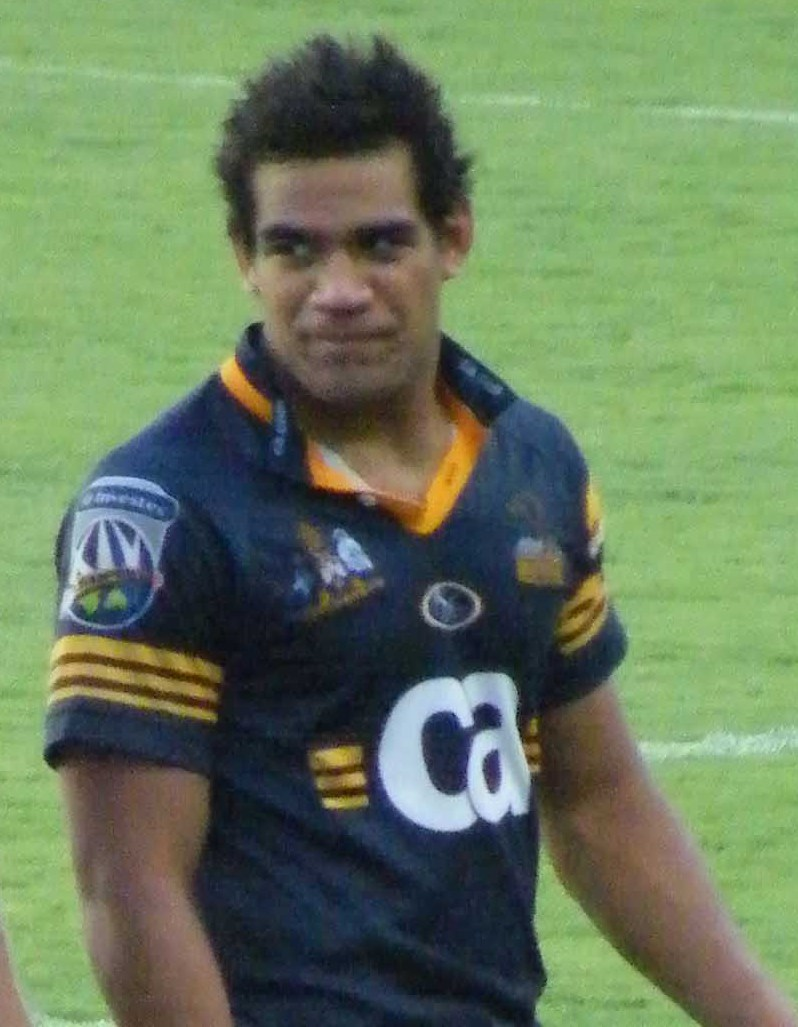
L'Australien Afusipa Taumoepeau

Sous l'impulsion de son nouvel entraîneur Ugo Mola, Albi commence très bien sa saison de Pro D2 2014-2015, avec à sa tête son nouveau manager Ugo Mola : quatre victoires lors des quatre premières journées, à Bourgoin, à domicile face au Biarritz, victoire obtenue avec le bonus offensif 34-16, à Massy, et face à Dax. Mais elle s'incline quatre fois d'affilée, marquant une baisse de régime.
Les Albigeois échouent en demi-finale face au Stade montois au stade Guy-Boniface, sur le score de 22-8.

### L'ère Mauricio Reggiardo

#### Maintien en Pro D2 2016
L'année s'achevant le 20 mai, lendemain de l'annonce du départ d'Ugo Mola vers le Stade toulousain, le nouveau manager du club est nommé, en la personne de l'argentin Mauricio Reggiardo, passé aussi par les clubs tarnais du SC Mazamet et du Castres olympique qui a signé pour trois saisons.
Cette saison s'achève sur une contre-performance des jaune et noir qui finissent dans le ventre-mou de Pro D2 et ne remplissent pas les objectifs de 5e place fixés par le président Jean-Jacques Castanet. À l'intersaison, Mauricio Reggiardo prend la direction du SU Agen, alors que Rémy Ladauge rejoint l'un des promus, le SA Charente.

### L'ère Serge Milhas

#### Relégation en Fédérale 1 2017
Après une saison décevante, le président albigeois Jean Jacques Castanet nomme un nouveau staff avec l'arrivée de Serge Milhas.
La reprise a lieu le 27 juin pour les joueurs déjà présents au club puis le 1er juillet pour l'ensemble des recrues.
Serge Milhas s'entoure de Jean-Christophe Bacca, dans le staff depuis 2010, pour entraîner les avants et de Philippe Bérot pour entraîner les arrières.

#### Tensions entre l'entraîneur Milhas et le groupe albigeois
En février 2017, il fait face à une fronde des joueurs qui demandent à l’unanimité le départ du trio d’entraîneurs Serge Milhas, Bacca et Bérot. Finalement les entraîneurs sont écartés et l'équipe termine la saison en autogestion encadrée.
À la fin de la saison 2016-2017, le SCA est relégué en Fédérale 1.

### L'ère Arnaud Méla
En juillet 2017, Arnaud Méla arrive en tant que manager du Sporting club albigeois. Il est accompagné de Jérémy Wanin et Kevin Boulogne. Le SCA échoue dans sa tentative de remontée en 2018. Le club connaît encore des difficultés financières.

#### Demi-finaliste de Fédérale 1 2019
Au terme de la saison 2018-2019, Albi est éliminé en demi-finale de Fédérale 1 contre Rouen; la partialité de l'arbitrage de la demi-finale retour fera l'objet de commentaires. Le SCA reste ainsi au niveau amateur mais conserve in extremis son statut professionnel (SASP).

#### Arrêt de la Fédérale 1 à cause de la pandémie de Covid-19 2020
Pendant la saison 2019-2020, la Fédérale 1 est interrompue fin mars 2020 à cause de la pandémie de Covid-19 en France,. Le SCA leader de sa poule et second au niveau national ne peut pas jouer les phases finales.

#### Intégration en Nationale 2020
Lors de la saison 2020-2021, le SCA intègre le nouveau championnat de France de Nationale, l'équivalent de la troisième division, plus homogène et composé de clubs professionnels avec notamment le CS Bourgoin-Jallieu, l'US Dax, le RC Massy, le RC Narbonne, le Stade niçois et le Stado Tarbes. Le club d'Albi recrute notamment l'international papou treiziste Garry Lo, le pilier Dimitri Tchapnga et le talonneur Mehdi Boundjema double champion de France de Pro D2.

#### Demi-finaliste de Nationale 2021
La toute première saison 2020-2021 de ce nouveau championnat de Nationale est difficile à cause de la deuxième vague de coronavirus en octobre 2020. Les joueurs du SCA se retrouvent au chômage partiel à la suite de l'arrêt de la   Nationale entre le début du mois de novembre 2020 jusqu'au 10 janvier 2021.
Avec les renforts de Jacques Jacobus Engelbrecht, Wandile Mjekevu et Laitia Tagotago en cours de saison, le SCA se qualifie pour les demi-finales du championnat, en terminant à la troisième place de la saison régulière.
William Servat, entraîneur des avants du XV de France et ancien talonneur international du
Stade toulousain, est venu conseiller les avants albigeois pour travailler le secteur de la mêlée. Malgré cette précieuse aide, le SC Albi s'incline lourdement en demi-finale de Nationale contre l'Union sportive bressane à l'extérieur (36-16). Très pénalisés avec trois cartons jaunes en deuxième mi-temps, le SCA échoue de nouveau dans sa tentative de monter en Pro D2 quatre ans après sa descente au troisième échelon national.
Le manager Arnaud Méla et son adjoint Jérémy Wanin quittent leur poste après la défaite en demi-finale.

### L'ère Mathieu Bonello

#### Demi-finaliste de Nationale 2022 et 2023
L’Albigeois Mathieu Bonello, ancien joueur à Gaillac et Castres puis entraîneur à Lavaur et Massy, devient manager du SCA en 2021, il est assisté par le Castrais Alexandre Albouy ancien entraîneur à l'AS Lavaur responsable des arrières. Le club recrute notamment le pilier international Samoan Viliamu Afatia venu de l'Aviron bayonnais et le demi de mêlée de Colomiers Rugby Gilen Queheille.
En mai 2022, le SCA termine à la quatrième place de la poule de Nationale derrière notamment le RC Massy et Soyaux Angoulême XV.
Les Albigeois éliminent en barrage, à domicile au Stadium, le SO Chambéry (39-30) et affrontent en demi-finale le leader de la poule, le RC Massy.
Mais Albi échoue une 2e fois en demi-finale de Nationale. En effet, le SCA est éliminé par Massy (victoire au match aller au Stadium 21-9, défaite au match retour en Essonne 40-10 où le SCA encaisse un carton rouge et trois cartons jaunes, score cumulé en faveur des Massicois 49-31).
En 2022-2023, le SCA recrute l'ailier international italien Lucas Sperandio. Les Albigeois finissent la phase aller à la quatrième place du championnat. Le SCA termine troisième au classement et élimine en barrage de Nationale au stadium d'Albi le club de Bourg-en-Bresse. Albi échoue une 3e fois en demi-finale de Nationale. Le SCA est éliminé par Valence-Romans Drôme rugby (défaite au match aller au Stadium 7-20, défaite au match retour en Drôme 18-12, score cumulé en faveur des Drômois 38-19). La Mairie d'Albi accorde une aide financière de 400 000 euros plus une rallonge de 200 000 euros en fin de saison.

#### Échecs en barrage de Nationale 2024 et 2025
Albi termine la Nationale derrière Nice, Carcassonne et Narbonne. Les Albigeois de Mathieu Bonello sont éliminés de peu, par Suresnes, en barrage de Nationale, à domicile au Stadium (18-21). Le club des Hauts-de-Seine inscrit la pénalité victorieuse en fin de match.
Lors de la saison 2024-2025, le SCA est 6e au classement de Nationale à mi-saison. Albi s'est incliné au Stadium face à l'US Carcassonne.
Des tensions apparaissent entre les joueurs et le manager Mathieu Bonello qui est alors écarté en février 2025 de son poste par le président démissionnaire,. L'entraîneur des arrières Alexandre Albouy annonce également quitter ses fonctions à la fin de la saison. Le capitaine du SCA, Simon Méka, prêté par le Castres olympique, est rappelé par son club en cours de saison à la suite de nombreuses blessures.
Enfin, le président Alain Roumegoux annonce quitter ses fonctions à la fin de la saison.
Malgré le changement d'entraîneurs, le SC Albi est éliminé lourdement en barrage, dans l'Aude, par l'US Carcassonne (18-0).

## Identité visuelle

### Couleurs et maillots
Les couleurs du club sont le jaune et le noir.

### Logo

Évolution du logo
Ancien logo.
Ancien logo.
Logo abandonné en 2011.
Logo entre 2011 et 2022.
Logo adopté en 2022.

## Rivalités

### Rivalité avec le Castres olympique
La rivalité entre Albi et Castres est très présente dans les années 1980 et 1990 pour la suprématie départementale.
Lors de la saison 1982-1983, Albi s'impose à aller 13-6, alors que Castres prend sa revanche au retour avec une victoire 12-6. Lors de la saison 1986-1987, Castres s'impose à aller 22-13, alors qu'Albi prend sa revanche au retour avec une victoire 16-3.
Lors de la saison 1988-1989, Castres, futur champion de France du groupe B, s'impose à aller 26-9, alors qu'Albi prend sa revanche au retour avec une victoire 13-9. Lors de la saison 1990-1991, Castres s'impose à aller 15-6, alors qu'Albi prend sa revanche au retour avec une victoire 12-10.
Albi descend en championnat de France de deuxième puis troisième division dans les années 1990. Puis la rivalité entre les deux clubs est ravivée entre 2006 et 2010 correspondant à la double remontée du SCA en Top 14. En six matches de Top 14, Albi bat deux fois Castres en 2007 : 19-12 au Stadium municipal et 16-19 à Pierre-Antoine et termine devant le CO au classement.
Ensuite, les Albigeois s'inclinent deux fois contre le CO en 2008 : 6-33 au Stadium municipal et 20-16 à Pierre-Antoine.
Pour la dernière saison du SCA en Top 14, le Sporting perd également deux fois contre le CO en 2010 : 21-25 au Stadium et 44-10 à Pierre-Antoine et termine derrière le CO sur ces deux dernières saisons.
Cette rivalité entre les deux clubs revient aussi alors que le SCA évolue en Pro D2.
En effet Albi s'incline deux fois encore contre Castres à l'occasion de deux matchs amicaux dans le cadre du Bouclier du Tarn en 2013 puis 2015.

### Rivalité avec le Sporting Club graulhetois
Lors de la saison 1984-1985 où le SC Graulhet joue encore les premiers rôles dans le rugby tarnais, en effet le SC Graulhet reste invaincu à domicile au stade de Crins en championnat de France entre Novembre 1978 et Septembre 1984 soit 48 matchs consécutifs. Albi s'incline à aller 0-20, et Graulhet s'impose également au retour avec une victoire 34-3.

## Palmarès

### Détail du palmarès
Le tableau suivant récapitule les performances du club :
- titres de champion et finales ainsi que les meilleures performances dans les compétitions.

| Compétitions nationales | Anciens challenges et trophées |
| --- | --- |
| Championnat de France de première division - Meilleure performance : huitième-de-finaliste en 1955 et 1974 Championnat de France de deuxième division - Vainqueur Barrage d'accession (2) : 2006 et 2009 Championnat de France de Nationale - Meilleure performance : demi-finaliste en 2021, 2022 et 2023 Championnat de France Fédérale 1 - Finaliste (3) : 2000, 2001 et 2002 | Challenge Français - Vainqueur (2) : 1942 et 1943 Challenge Pierre de Coubertin - Vainqueur (1) : 1924 Challenge Estrabaud - Finaliste (1) : 1963 Challenge Panache Pernod - Vainqueur (1) : 1979 Trophée Elf Aquitaine - Vainqueur (1) : 1981 Coupe de l'Espérance - Finaliste (1) : 1995 Challenge Lanusse - Finaliste (1) : 1996 |
| Anciennes compétitions régionales | Équipes de jeunes |
| Championnat des Pyrénées - Champion (1) : 1927 - Vice-champion (6) : 1917, 1922, 1923, 1924, 1925 et 1932 | Coupe Frantz-Reichel - Finaliste (1) : 2014 Championnat des Pyrénées Junior - Champion (1) : 1937 Coupe B des Provinces Junior - Vainqueur (1) : 1995 |
| Compétitions estivales | Équipes féminines |
| Challenge Armand Vaquerin - Vainqueur (1) : 2010 - Finaliste (1) : 2007 Bouclier du Tarn - Finaliste (2) : 2013 et 2015 Trophée Éric Béchu - Vainqueur (1) : 2021 - Finaliste (1) : 2015 | |

### Finales disputées

#### Compétitions nationales
| Date de la finale | Vainqueur             | Score   | Finaliste  | Lieu de la finale                 |
| ----------------- | --------------------- | ------- | ---------- | --------------------------------- |
| 4 juin 2006       | SC Albi               | 12 - 8  | US Dax     | Stade Ernest-Wallon, Toulouse     |
| 31 mai 2009       | SC Albi               | 14 - 12 | US Oyonnax | Stade Yves-du-Manoir, Montpellier |
| 22 mai 2011       | Union Bordeaux Bègles | 21 - 14 | SC Albi    | Stade Armandie, Agen              |

| Date de la finale | Vainqueur | Score   | Finaliste | Lieu de la finale    |
| ----------------- | --------- | ------- | --------- | -------------------- |
| 11 juin 2000      | FC Oloron | 30 – 23 | SC Albi   | Marmande             |
| 18 juin 2001      | US Tours  | 18 – 12 | SC Albi   | Angoulême            |
| 17 juin 2002      | Lyon OU   | 28 – 23 | SC Albi   | Stade Kaufman, Nîmes |

| Date de la finale | Vainqueur | Score   | Finaliste | Lieu de la finale            |
| ----------------- | --------- | ------- | --------- | ---------------------------- |
| 7 mai 1995        | US Vinay  | 42 - 37 | SC Albi   | Stade Pierre Ramadier, Lunel |

#### Anciennes compétitions régionales
| Date de la finale | Vainqueur        | Score  | Finaliste        | Lieu de la finale             |
| ----------------- | ---------------- | ------ | ---------------- | ----------------------------- |
| 10 décembre 1922  | Stade toulousain | 14 - 6 | SC Albi          | Stade Maurice-Rigaud, Albi    |
| 28 novembre 1926  | SC Albi          | 11 - 8 | Stade toulousain | Stade Ernest-Wallon, Toulouse |
| 1927              | SC Albi          | -      | -                | -                             |

#### Compétitions amicales
| Date du match amical | Vainqueur                  | Score   | Vaincu                | Lieu du match           |
| -------------------- | -------------------------- | ------- | --------------------- | ----------------------- |
| 25 août 2007         | Équipe nationale des Fidji | 47 - 22 | SC Albi               | Camarès, Aveyron        |
| 5 août 2010          | SC Albi                    | 13 - 3  | Tarbes Pyrénées Rugby | Saint-Affrique, Aveyron |

| Date du match amical | Vainqueur         | Score   | Vaincu  | Lieu du match               |
| -------------------- | ----------------- | ------- | ------- | --------------------------- |
| 2 août 2013          | Castres olympique | 29 - 19 | SC Albi | Stade des Clauzades, Lavaur |
| 1er août 2015        | Castres olympique | 24 - 12 | SC Albi | Stadium municipal, Albi     |

| Date du match amical | Vainqueur      | Score   | Vaincu        | Lieu du match                       |
| -------------------- | -------------- | ------- | ------------- | ----------------------------------- |
| 14 août 2015         | Provence Rugby | 14 - 12 | SC Albi       | Stade Léopold-Gouiric, Saint-Girons |
| 20 août 2021         | SC Albi        | 27 - 15 | Blagnac Rugby | Stade Léopold-Gouiric, Saint-Girons |

#### Compétitions de jeunes
| Date de la finale | Vainqueur   | Score   | Vaincu  | Lieu du match |
| ----------------- | ----------- | ------- | ------- | ------------- |
| 25 mai 2014       | FC Grenoble | 18 - 16 | SC Albi | Lunel         |

## Structures

### Stadium municipal

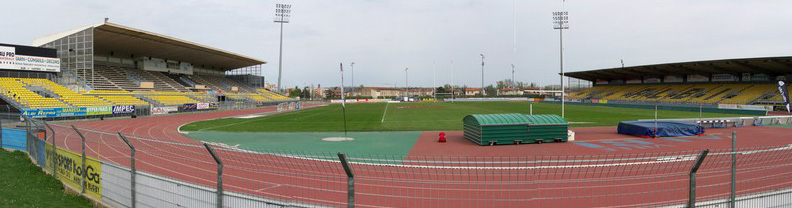
Vue panoramique du Stadium municipal d'Albi, enceinte des joueurs du Sporting.

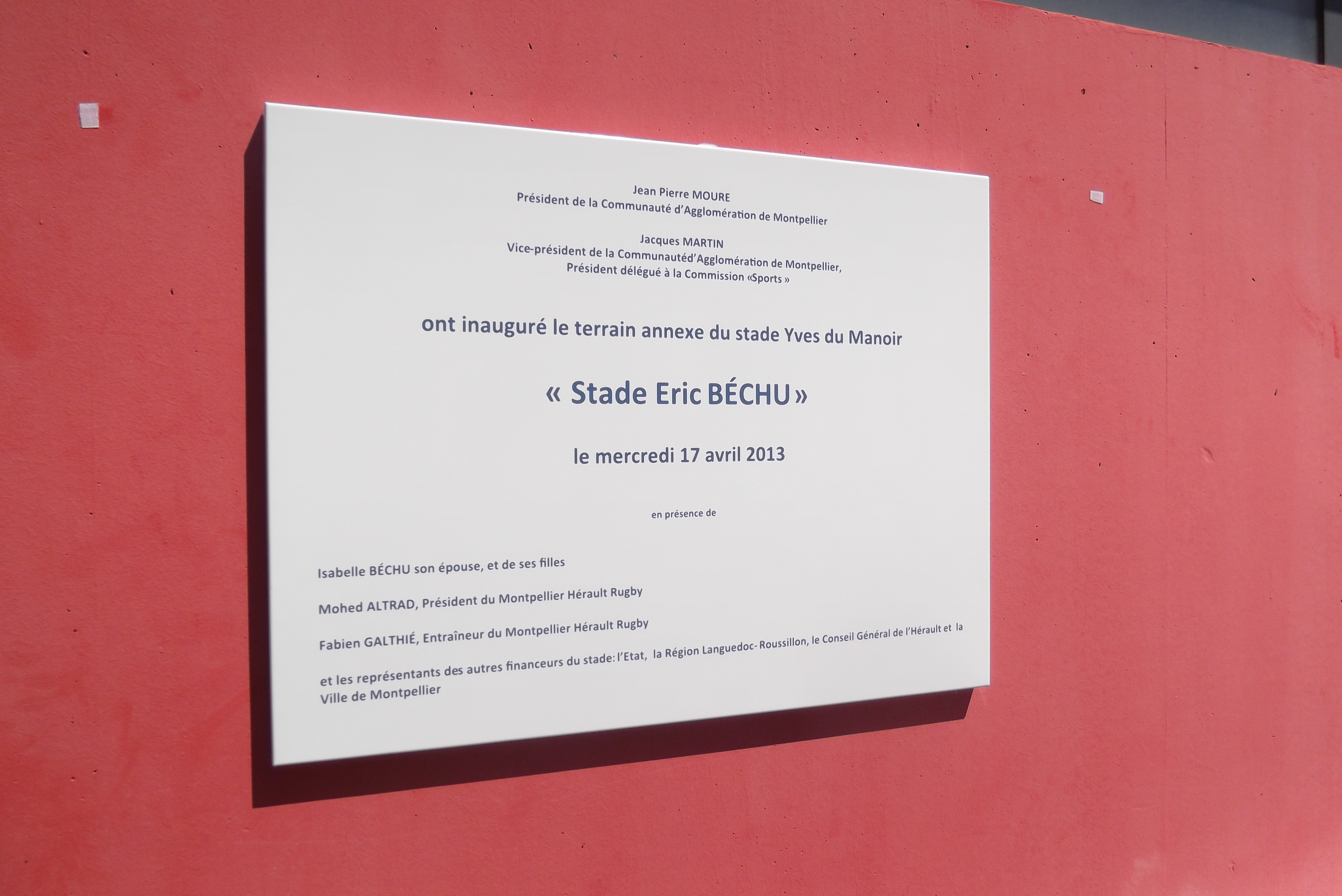
Eric Béchu, entraineur du SC Albi de 1999-2010.

Le SC Albi joue l'ensemble de ses matchs de championnat au Stadium municipal d'Albi depuis les années 1960 à 1970, après avoir évolué au stade Maurice-Rigaud.

### Centre d'entraînement
La plaine des sports de la Guitardié devient le nouveau centre d'entraînement du SCA, alors en Nationale, en 2022. Financés par la Mairie d'Albi et le département du Tarn (coût des travaux : 2,5 millions d'euros), le centre d'entraînement du SCA est doté notamment de vestiaires, d'une salle de musculation, de deux terrains de rugby et d'un parking.

### Centre de formation
Organigramme :

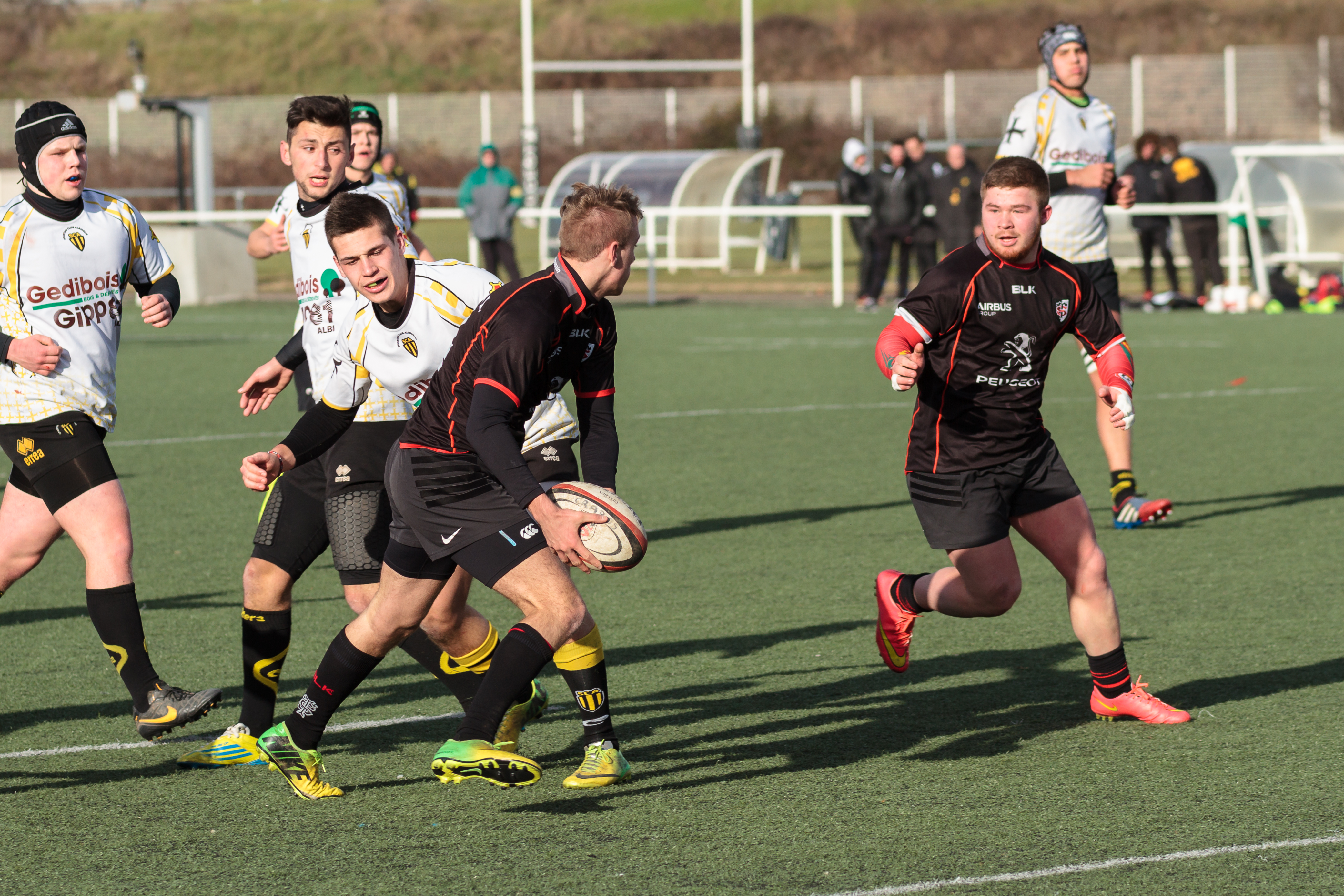
Les Albigeois face aux Toulousains, en catégorie Crabos, le 1er février 2015.

- Gérard Mariou, président de l'association du SC Albi ;
- Serge Cabot, vice-président de l'association du SC Albi ;
- Julien Guiard, directeur du centre de formation ;
- Sébastien Carrat, préparateur physique du centre de formation.

#### Résultats
Le SC Albi a pu se doter d'un centre de formation compétitif et intéressant avec l'aide d'Henri Broncan, grand fervent de la formation albigeoise. En effet, sous sa période, on peut noter un titre de champion de France Espoirs catégorie 3 lors de la saison 2012-2013 mais aussi un parcours jusqu'en quart de finale du championnat Crabos pour le club, battu respectivement deux fois en 2012-2013 par Pau et 2013-2014 par Agen.
Cependant, les générations 1993-1994 réunies au cours de la saison 2013-2014 arrivent à se hisser jusqu'à la finale du championnat de France Reichel en perdant de peu contre Grenoble (18-16) où le buteur grenoblois va mystifier les Albigeois sur la sirène du match.
L'année 2014-2015 du centre de formation apparaît plus décevante dans la mesure où aucune des équipes jeunes n'a eu la chance de faire des phases finales.
Il faut ajouter que le SC Albi engage une équipe en Espoirs élite (disputée avec des clubs professionnels), une en Crabos, une en Alamercery puis une dernière en Gaudermen, ces catégories correspondant au plus haut-niveau français chez les jeunes.
Au cours de la saison 2013-2014 de Pro D2, le SC Albi est classé 7e centre de formation de la 2e division professionnelle.
L'année 2015-2016 fut moins fructueuse pour la formation albigeoise avec une 7e place pour les Espoirs (sur 16 équipes) qui échoue à une marche des phases finales.
Néanmoins, le centre Adrien Seguret, pensionnaire du Sporting club albigeois, intègre le Pôle France lors de l'année 2016-2017.

### Partenariats avec d'autres clubs
Véritable entité de la formation albigeoise, l'alliance des jeunes rugbymen de l'Albigeois rassemble l'école de rugby du SC Albi ainsi que des clubs alentour. En effet, afin de rassembler un maximum de joueurs, il a été voulu, il y a près de 10 ans de cela que les clubs de Saint-Juéry-Arthès, Cambon-Cunac, Marssac-sur-Tarn, Le Sequestre, Cagnac-les-Mines / Blaye-les-Mines, Puygouzon et Albi forment une seule et même école de rugby.
Elle est aujourd'hui dirigée par M. Gorsse (sur le plan administratif) et M. Lalliard en tant que directeur sportif. Cette EDR a eu des résultats très intéressants avec en point d'orgue, la victoire au Top 12 en 2014 (Tournoi International Minimes avec le Stade toulousain, Rugby club toulonnais, Montpellier Hérault rugby, Ulster Rugby, les sud-africain de Laerskool Vastrap...) où les jeunes albigeois vaincront en finale l'Aviron bayonnais (après prolongations). En ce sens, les minimes albigeois ont donc la chance de participer à des compétitions très relevées comme le Super Challenge de France.
Depuis 2014, le SC Albi et l'AJRA organisent le tournoi de l'Albigeois avec des clubs comme le Racing Club de Narbonne Méditerranée, Castres olympique, US Colomiers, Union sportive montalbanaise ou encore l'Union sportive carcassonnaise XV. Le tournoi se déroule au Stadium municipal (Albi) pour les catégories U6 à U12.
De plus, quelques joueurs passés par l'AJRA sont devenus pros au plus haut-niveau tels le montrent les exemples de Clément Maynadier, Bastien Dedieu ou encore Théo Entraygues.

## Personnalités du club

### Effectif 2021-2022
| Nom                         | Poste            | Naissance         | Nationalité sportive | Sélections | Dernier club          | Arrivée au club |
| --------------------------- | ---------------- | ----------------- | -------------------- | ---------- | --------------------- | --------------- |
| Thomas Breton               | Pilier           | 11 mai 2001       | France               |            | Formé au Club         | 2019            |
| Bastien Dedieu              | Pilier           | 18 juillet 1989   | France               |            | Formé au Club         | 2011            |
| Maxime Escur                | Pilier           | 31 août 1988      | France               |            | Stado Tarbes          | 2019            |
| Damien Nevers               | Pilier           | 28 août 1994      | France               |            | CS Beaune             | 2019            |
| Enzo De Santamaria          | Pilier           | 11 octobre 2001   | France               |            | Formé au Club         | 2021            |
| Dimitri Tchapnga            | Pilier           | 22 février 1987   | Cameroun             |            | Stade dijonnais       | 2020            |
| Patrick Toetu               | Pilier           | 14 mars 1984      | Samoa                |            | CA Brive              | 2017            |
| Viliamu Afatia              | Pilier           | 25 avril 1990     | Samoa                |            | Aviron bayonnais      | 2021            |
| Nika Gvaladze               | Pilier           | 2 février 1999    | Géorgie              |            | FC Grenoble rugby     | 2021            |
| Théo Aussibal               | Talonneur        | 4 mars 1999       | France               |            | Formé au club         | 2020            |
| Arthur Castant              | Talonneur        | 21 juillet 1998   | France               |            | Formé au club         | 2018            |
| Reinach Venter              | Talonneur        | 3 janvier 1995    | Afrique du Sud       |            | Western Province      | 2021            |
| Heath Backhouse             | Deuxième ligne   | 4 septembre 1998  | Afrique du Sud       |            | Pumas                 | 2021            |
| Gianni Gaillard             | Deuxième ligne   | 4 décembre 1995   | France               |            | Formé au Club         | 2016            |
| Charles Foures              | Deuxième ligne   | 2 mai 2000        | France               |            | Formé au club         | 2019            |
| Alexandre Alibert           | Deuxième ligne   | 18 août 2000      | France               |            | Formé au club         | 2020            |
| Mathieu André               | Deuxième ligne   | 22 novembre 1986  | France               |            | US Dax                | 2011            |
| Federico Gutierrez          | Deuxième ligne   | 13 juin 1992      | Argentine            |            | Jaguares              | 2021            |
| Vincent Calas               | Troisième ligne  | 8 janvier 1991    | France               |            | RC Aubenas            | 2017            |
| Lucas Guillaume             | Troisième ligne  | 14 avril 1991     | Espagne              |            | Club Alcobendas rugby | 2019            |
| Simon Pardakhty             | Troisième ligne  | 5 juin 1991       | Chili                |            | Stade Rodez Aveyron   | 2017            |
| Jacques Jacobus Engelbrecht | Troisième ligne  | 10 juin 1985      | Afrique du Sud       |            | AS Mâcon              | 2021            |
| Mohsen Essid                | Troisième ligne  | 20 juin 1993      | Tunisie              |            |                       | 2018            |
| Tommy Strappazzon           | Troisième ligne  | 4 septembre 2000  | France               |            | SU Agen               | 2021            |
| Hugo Boutin                 | Troisième ligne  | 25 avril 1997     | France               |            | Soyaux-Angoulême      | 2021            |
| Simon Veyrac                | Troisième ligne  | 21 mai 1998       | France               |            | Formé au club         | 2018            |
| Sandrick Maciotta           | Troisième ligne  | 17 septembre 1992 | France               |            | Grasse                | 2021            |
| Gilen Queheille             | Demi de mêlée    | 15 septembre 1994 | France               |            | Colomiers             | 2021            |
| Titouan Pouzoullic          | Demi de mêlée    | 13 septembre 2000 | France               |            | SU Agen               | 2020            |
| Charly Trussardi            | Demi de mêlée    | 21 mars 1997      | Italie               |            | Bennetton rugby       | 2021            |
| Tom Hardwick                | Demi d'ouverture | 24 mars 1999      | Angleterre           |            | Leicester             | 2021            |
| Jeremy Russell              | Demi d'ouverture | 9 juillet 1994    | France               |            | SU Agen               | 2018            |
| Benjamin Caminati           | Demi d'ouverture | 20 octobre 1989   | France               |            | RC US Carcassonne     | 2017            |
| Gaétan Bertrand             | Centre           | 1er juillet 1992  | France               |            | AS Lavaur             | 2017            |
| Paul Cautenet               | Centre           | 5 février 2000    | France               |            | Valence Romans DR     | 2020            |
| Parataiso Silafai Lea'ana   | Centre           | 1er juillet 1991  | Nouvelle-Zélande     |            | Stade niçois          | 2021            |
| Baptiste Couchinave         | Centre           | 25 janvier 1998   | France               |            | Section paloise       | 2021            |
| Marlonn Fabre               | Centre           | 11 mai 2000       | France               |            | Formé au club         | 2021            |
| Paul Clergue                | Centre           | 1er février 2002  | France               |            | Formé au club         | 2021            |
| Laitia Tagotago             | Ailier           | 20 décembre 1991  | Fidji                |            | SC Pamiers            | 2020            |
| Avenisi Vasuinubu           | Ailier           | 15 avril 1992     | Fidji                |            | RC Aubenas            | 2017            |
| Louis Decrop                | Ailier           | 2 juillet 1996    | France               |            | Castres olympique     | 2016            |
| Benoît Sicart               | Ailier           | 23 avril 1990     | France               |            | SU Agen               | 2016            |
| Quentin Pilet               | Arrière          | 13 septembre 1993 | France               |            | RC Vannes             | 2020            |
| Théo Vidal                  | Arrière          | 6 avril 1999      | France               |            | Stade bagnérais       | 2020            |
| Sean Robinson               | Arrière          | 2 novembre 1993   | Afrique du Sud       |            | Aviron bayonnais      | 2021            |

### Internationaux du SCA

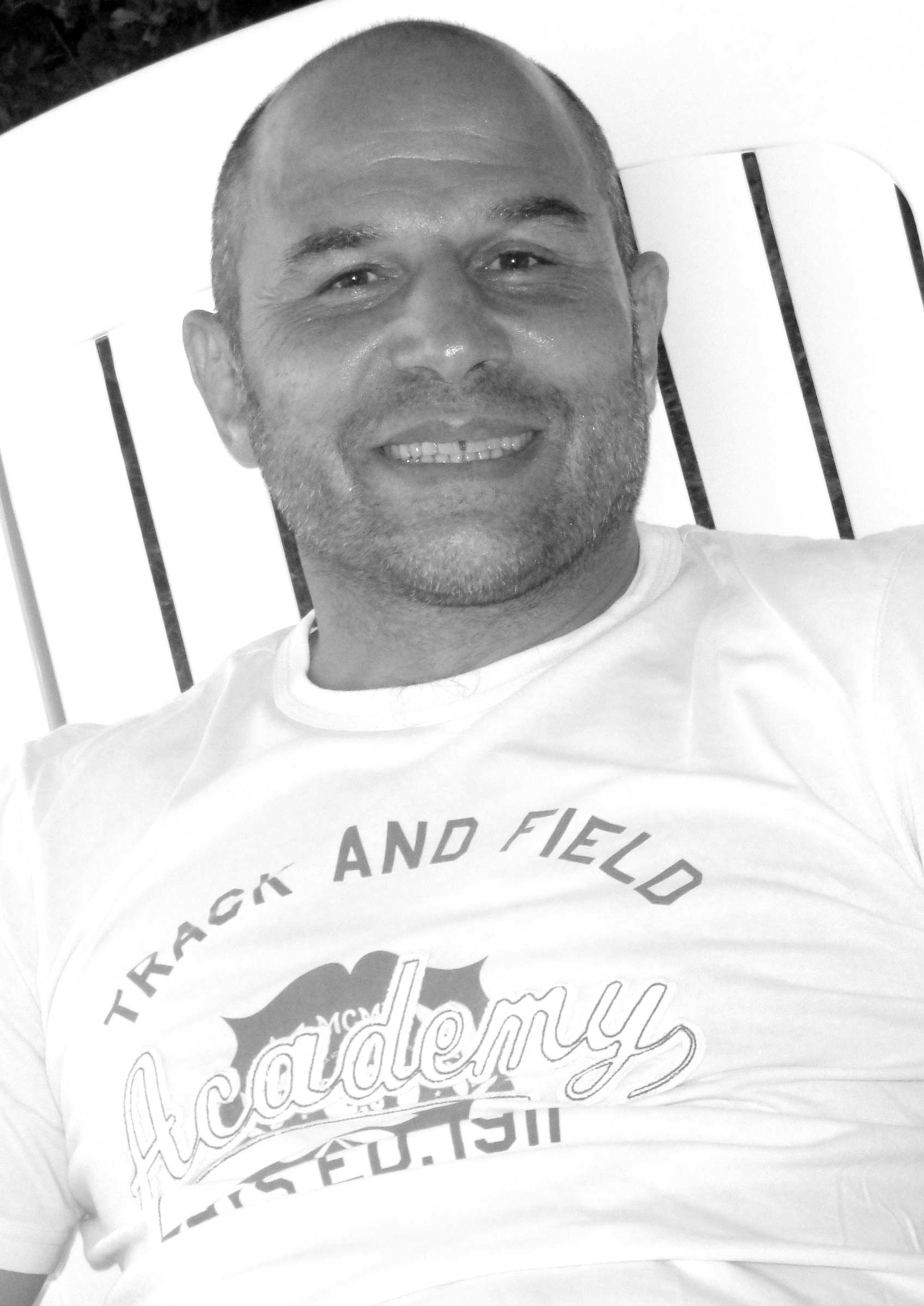
Vincent Moscato

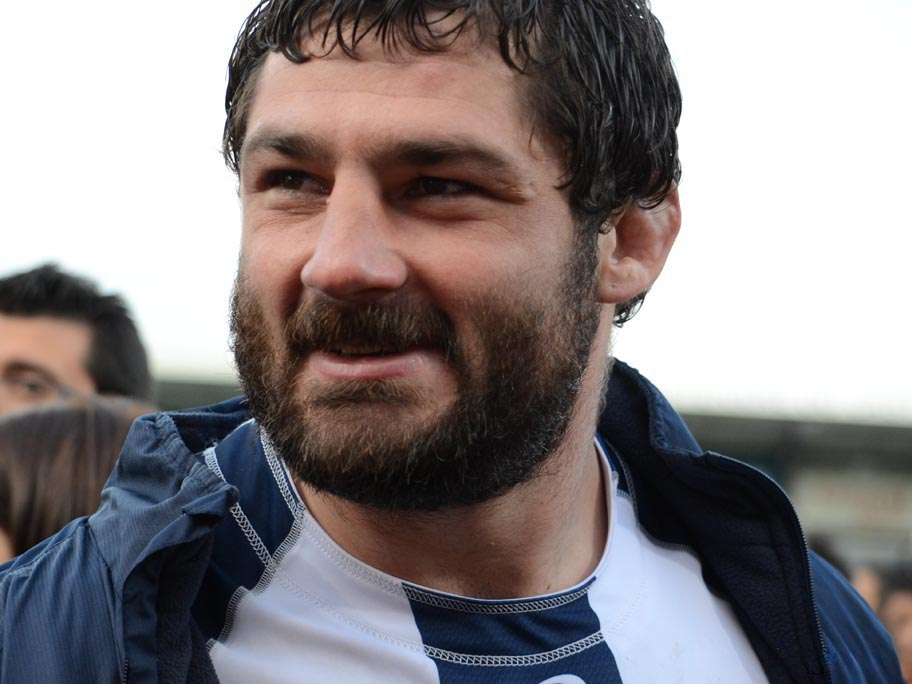
Yannick Forestier

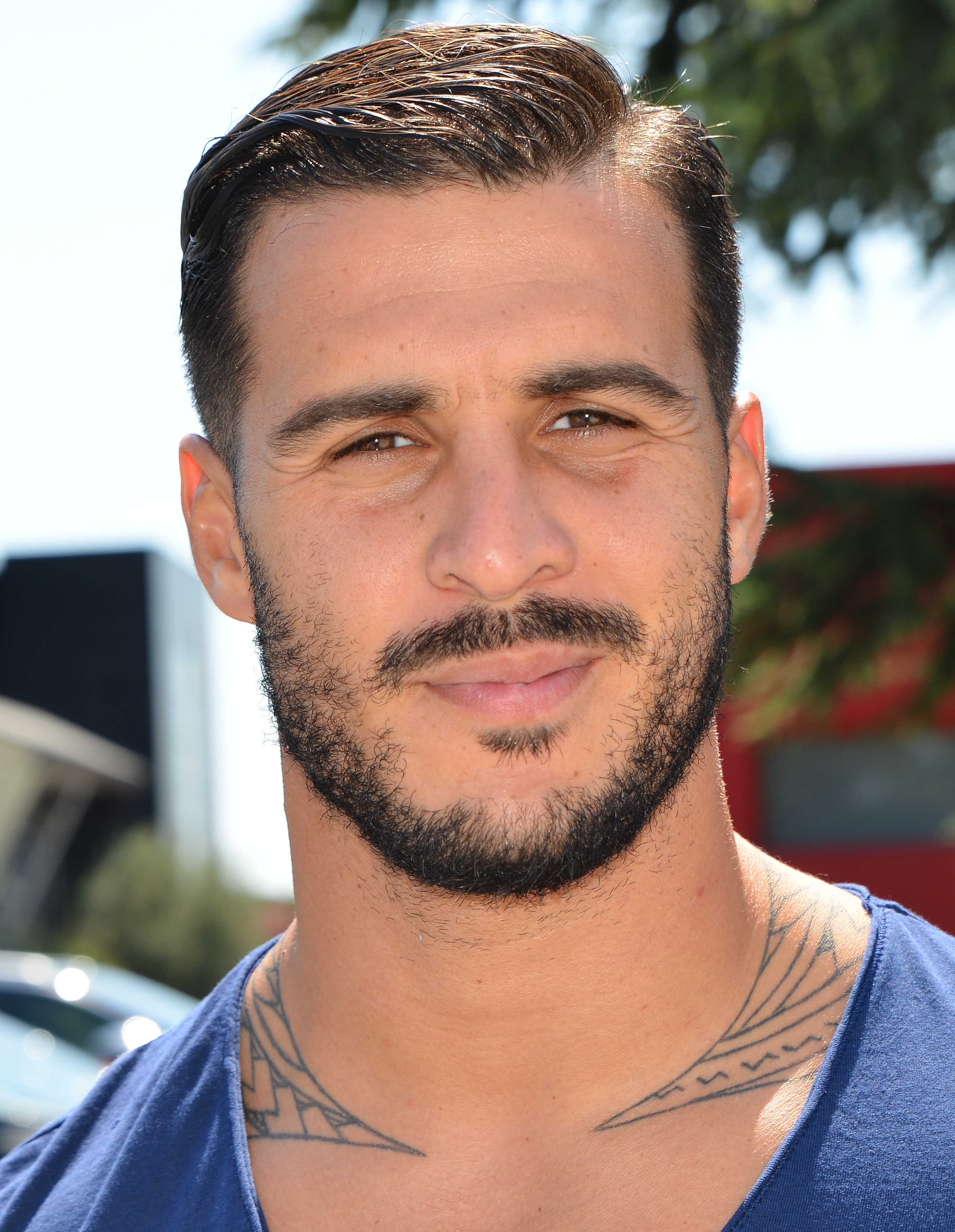
Sofiane Guitoune

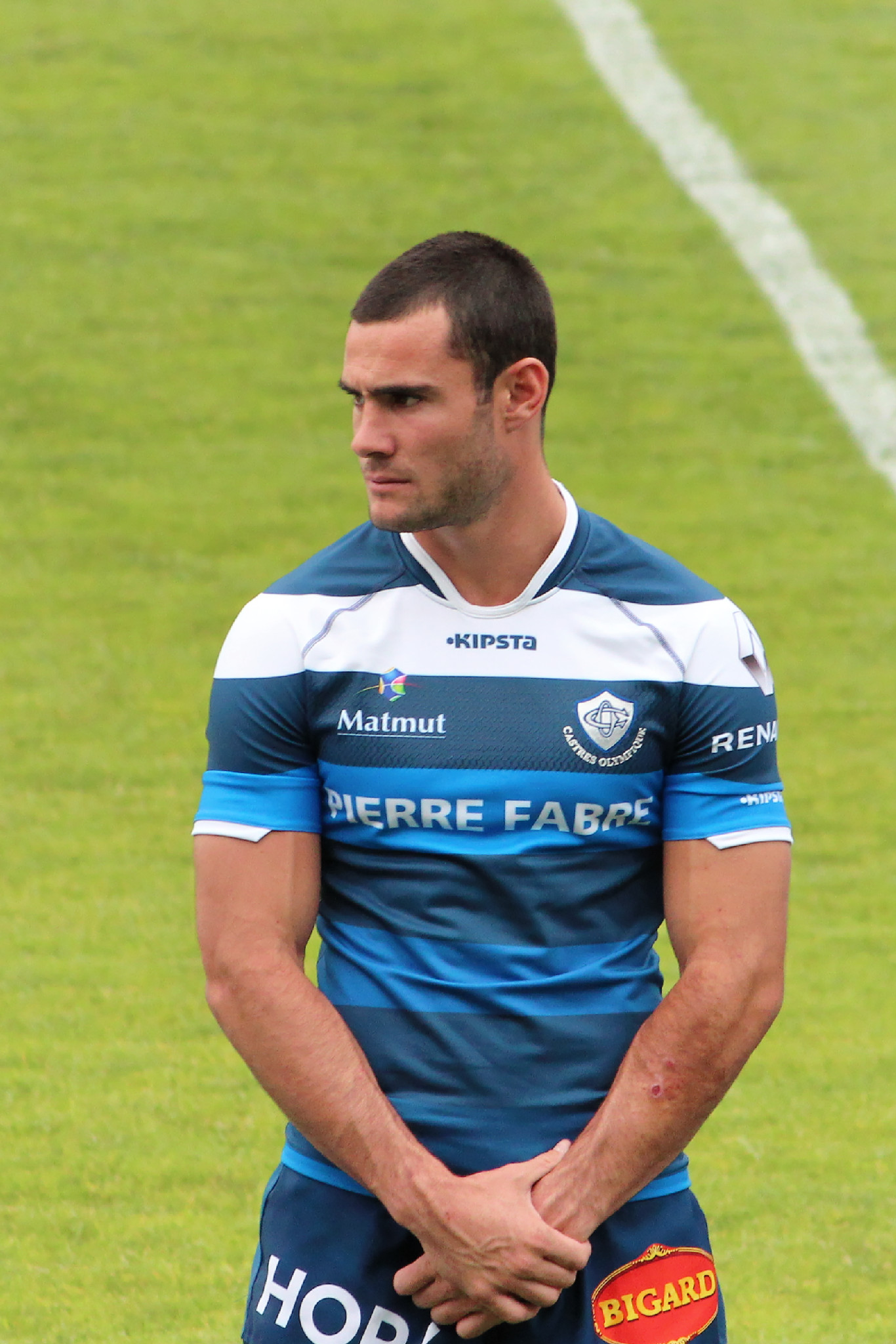
Geoffrey Palis

- Pierre Danos
- Bernard Momméjat
- Vincent Moscato
- Arnaud Méla
- Thibault Lacroix
- Pierre Corréia
- Yannick Forestier
- Sofiane Guitoune
- Clément Maynadier
- Gabriel Lacroix
- Geoffrey Palis

### Autres joueurs emblématiques
- Jean-Philippe Rey
- Dominique Harize
- Robert Basauri
- Thierry Maset
- Kevin Boulogne
- Jean-Christophe Bacca
- Lilian Subra
- Jean Vaysse
- Paul Jalibert
- François Joly
- Mickaël Ladhuie
- Pierre-Gilles Lakafia
- Benjamin Lapeyre
- Christophe Lucquiaud
- Frédéric Manca
- Bernard Momméjat
- Sébastien Pagès
- Henri Pistre
- Thomas Sanchou
- Florian Vialelle
- Romain Barthélémy
- Thomas Fournil
- Nicolas Grelon
- Guillaume Ribes
- Jean-Marc Lescure
- Antoine Tichit
- Mathieu André

- Dimitri Senio
- Blair Stewart
- John Stewart
- Boris Stankovich

- André Hough
- Crisjan Van der Westhuizen
- Shannon Rick

- Justin Mensah-Coker
- Morgan Williams
- Forrest Gainer

- Vakhtang Maisuradze
- Vasil Katsadze
- Alexander Todua
- Giorgi Tetrashvili

- Daniel Faleafa
- Kisi Pulu

- Tim Bowker
- Afusipa Taumoepeau

- Daniel Farani
- Fa'atonu Fili
- Viliamu Afatia
- Taiso Silafai-Leaana

- Nasoni Naqiri

- Yogane Corréa

- Lucas Borges

- Malik Hamadache

- Damien Tussac

- Samuel Marques

- Cerith Rees

### Joueurs formés au club sacrés champions du monde des moins de 20 ans
- Adrien Seguret (2018)

### Présidents
| Saisons     | Présidents                      |
| ----------- | ------------------------------- |
| 1910-1923   | Louis Mascaras                  |
| 1923-1936   | Louis Joly                      |
| 1936-1939   | Michel Basset                   |
| 1939-1940   | Jean Becot                      |
| 1940-1945   | Docteur Bonpunt et Maître Fages |
| 1945-1946   | Louis Pezous                    |
| 1946-1952   | Colonel Gouin                   |
| 1952-1953   | Geny                            |
| 1953-1957   | Gouin                           |
| 1957-1964   | Bernard Gausserand              |
| 1964-1965   | Emile Puech                     |
| 1965-1971   | De Vedelly                      |
| 1971-1972   | Henri Raymond                   |
| 1973-1984   | Pierre Chamayou                 |
| 1984-1985   | Claude Fabre                    |
| 1985-1986   | Jean Douat                      |
| 1986-1988   | Jacques Valax                   |
| 1988-1990   | Jean Claude Moulinier           |
| 1990-1993   | Louis Barret                    |
| 1993-1998   | Joseph Mir et Louis Barret      |
| 1998-2006   | Joseph Mir                      |
| 2006-2007   | Yves Lagrèze                    |
| 2007-2008   | Louis Barret                    |
| 2008-2011   | Bernard Archilla                |
| 2011-2017   | Jean-Jacques Castanet           |
| 2017-2025   | Alain Roumégoux                 |
| Depuis 2025 | Jean-Pierre Fauré               |

### Entraîneurs

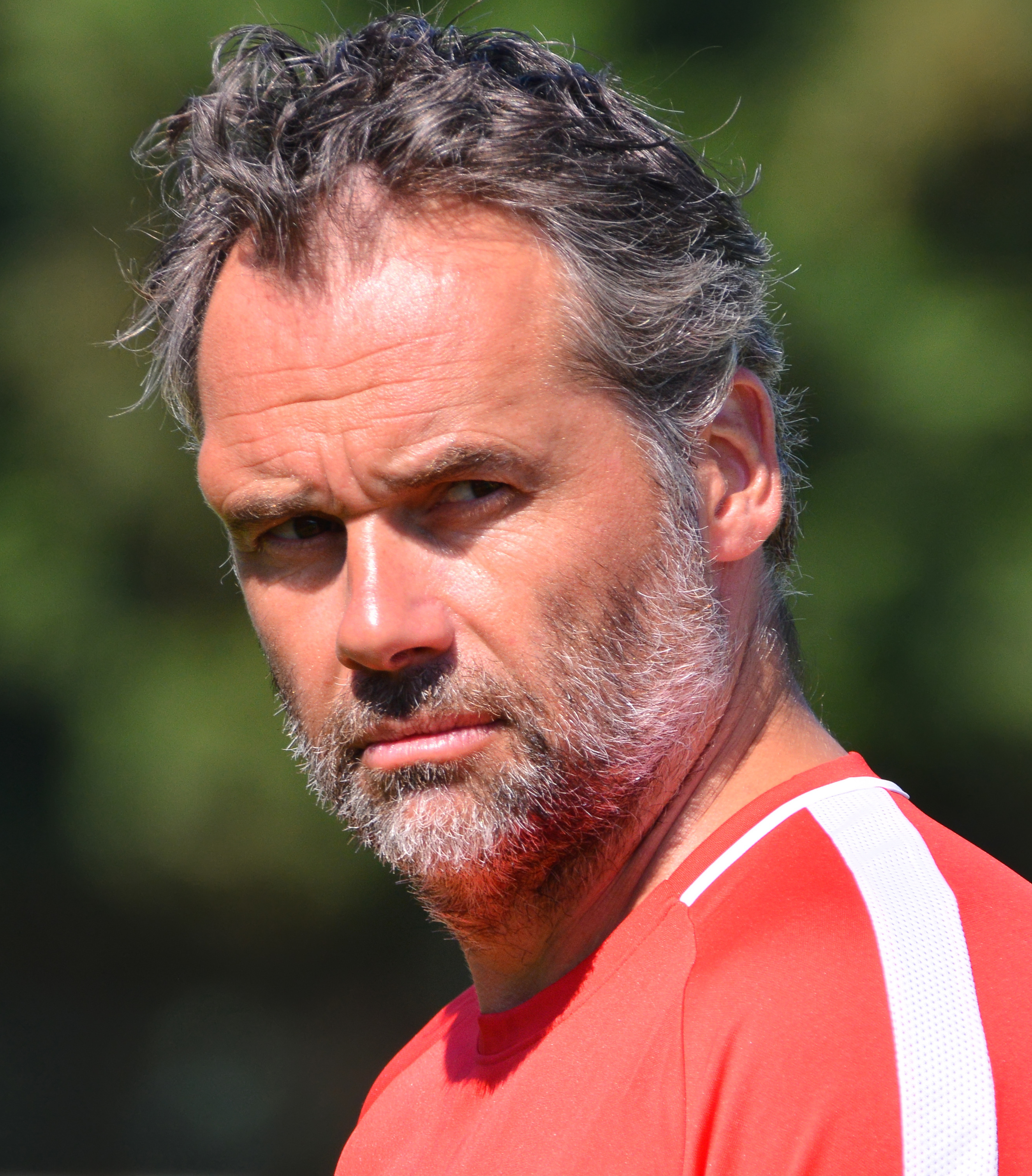
Ugo Mola

| Saisons             | Entraîneur(s)                                                      | Adjoint(s)                                                                                             | Titre(s)                                               |
| 1936 - 1939         | Joseph Maraval                                                     | |                                                        |
| 1939 - 1940         | Pierre Astié                                                       | |                                                        |
| 1946 - 1947         | Frayssinet                                                         | |                                                        |
| 1952 - 1955         | Charles Durand                                                     | |                                                        |
| 1958 - 1959         | Honoré Laffont                                                     | |                                                        |
| 1967 - 1968         | André Abadie                                                       | |                                                        |
| 1969 - 1970         | Nénou Pagès                                                        | |                                                        |
| 1970 - 1971         | Urbain Milhau                                                      | |                                                        |
| 1971 - 1972         | Jean-Pierre Chartrou                                               | |                                                        |
| 1972 - 1973         | Jo Dalla Riva                                                      | |                                                        |
| 1973 - 1976         | Jean Pierre Chartrou                                               | |                                                        |
| 1976 - 1983         | Rolland Bacca                                                      | | Trophée Panache Pernod 1979 Trophée Elf Aquitaine 1981 |
| 1983 - 1984         | François Joly                                                      | |                                                        |
| 1984 - 1985         | Jean Paul Anglès Jo Dalla Riva                                     | |                                                        |
| 1985 - 1988         | Michel Soulet Bernard Soulet                                       | |                                                        |
| 1988 - 1990         | Rolland Bacca Bernard Vaur                                         | |                                                        |
| 1990 - 1993         | Henri Bethuing Christophe Roussel                                  | |                                                        |
| 1993 - 1994         | Jean Coudon Serge Gauthier                                         | |                                                        |
| 1994 - 1995         | Jean Coudon Thierry Maset                                          | | Finaliste Coupe de l'Espérance 1995                    |
| 1995 - 1996         | Jean Ortega                                                        | |                                                        |
| 1996 - 1997         | Daniel Blach Philippe Oro                                          | |                                                        |
| 1997 - 1998         | Daniel Blach Marc De Nardi                                         | |                                                        |
| 1998 - 1999         | Philippe Rieunau Henri Bethuing                                    | |                                                        |
| 1999 - 2002         | Daniel Blach (manager et arrières) Éric Béchu (entraîneur en chef) | Marc De Nardi                                                                                          | Finaliste de Fédérale 1 2000, 2001 et 2002             |
| 2002 - 2010         | Daniel Blach (manager et arrières) Éric Béchu (entraîneur en chef) | Jean-Christophe Bacca (avants) Philippe Laurent (arrières) France Jean Michel Malet (mélés)            | Vainqueur barrage accession Top 14 2006 et 2009        |
| 2010 - 2011         | Henry Broncan (manager)                                            | Jean-Christophe Bacca (avants) Philippe Laurent (arrières)                                             | Finaliste barrage accession Top 14 2011                |
| 2011 - 2012         | Henry Broncan (manager)                                            | Jean-Christophe Bacca (avants) Christophe Pigozzo (arrières)                                           |                                                        |
| 2012 - 2014         | Henry Broncan (manager)                                            | Jean-Christophe Bacca (avants) Rémy Ladauge (arrières)                                                 |                                                        |
| 2014-2015           | Ugo Mola (manager)                                                 | Jean-Christophe Bacca (avants) Benjamin Bagate (arrières) Rémy Ladauge (défense)                       |                                                        |
| 2015 - 2016         | Mauricio Reggiardo (manager)                                       | Jean-Christophe Bacca (avants) Benjamin Bagate (arrières) Rémy Ladauge (défense)                       |                                                        |
| 2016 - Février 2017 | Serge Milhas (manager)                                             | Jean-Christophe Bacca (avants) Philippe Bérot (arrières)                                               |                                                        |
| Février - Juin 2017 | Groupe en auto-gestion encadré par :                               | Vincent Clément (avants) Florent Wieczorek (avants) Kevin Boulogne (arrières) Julien Guiard (arrières) |                                                        |
| 2017 - 2019         | Arnaud Méla (manager)                                              | Jérémy Wanin Kevin Boulogne                                                                            |                                                        |
| 2019 - 2021         | Arnaud Méla (manager)                                              | Jérémy Wanin                                                                                           |                                                        |
| 2021 - Février 2025 | Mathieu Bonello                                                    | Alexandre Albouy                                                                                       |                                                        |
| Février - Juin 2025 | Pierre Roussel                                                     | Théo Seboul                                                                                            |                                                        |

### Personnalités emblématiques

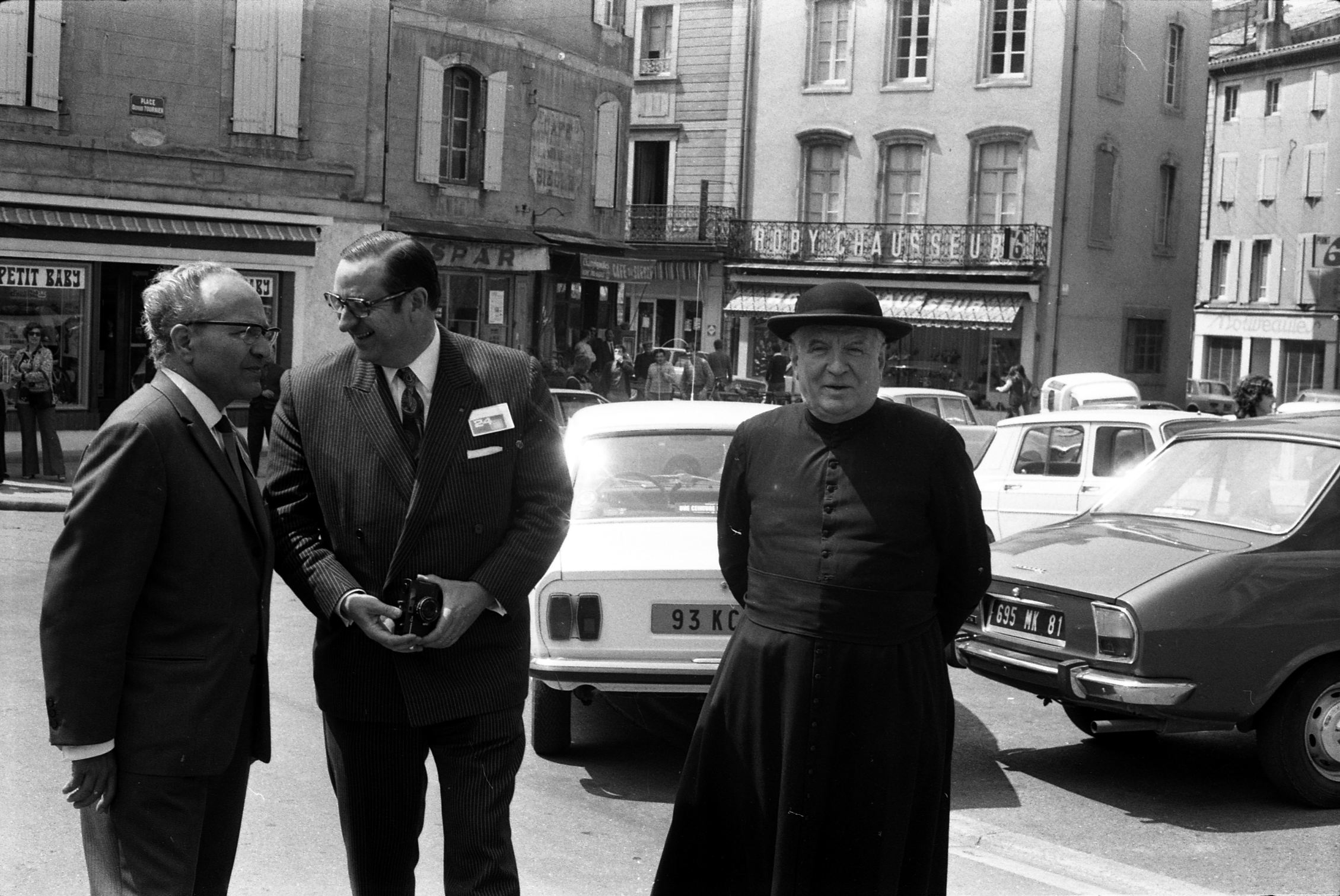
Henri Pistre, ou l'abbé Pistre, dit « le Pape du rugby », prêtre qui jouait au SCA où il débute comme trois-quarts aile, avant de passer à l'ouverture, en troisième ligne, et même en deuxième ligne.

- Pierre Mondy (Acteur) a été converti au Rugby. Son amourette avec le ballon ovale commence avec « les jeux entre copains d'école, en utilisant les règles du XIII ». Le rugby à Albi, c'est aussi « le Stade Maurice-Rigaud avec ses tribunes en bois ». Au Sporting, il prendra une licence et jouera en juniors. Puis viennent les souvenirs des matchs entre Mazamet et Castres il a été le président d'honneur du SCA
- Georges Pompidou (Président de la République) le 12 mai 1969 Georges Pompidou, Premier ministre, faisait savoir au Dr De Vedelly, Président du Sporting, qu'il acceptait «avec une grande joie » d'être Président d'honneur du club. Devenu Président de la République M. Pompidou est toujours resté fidèle à nos couleurs, et a continué à acquitter sa cotisation annuelle.
- Henri Pistre, ou l'abbé Pistre, dit « le Pape du rugby », est un prêtre français, né en 1900 à Mazamet, mort en 1981 à Noailhac. Au début des années 1920, il joua comme troisième ligne au Sporting club albigeois, aux côtés notamment de Jean Vaysse. Il n'a porté qu'un seul maillot, celui du SC Albi[67]. En 1934, il devint l'entraîneur du Castres olympique.
- Jo Mir, PDG des Centres Leclerc, partage la présidence du Sporting avec Louis Barret de 1993 à 1998. Avec l'entrée du SCA dans le professionnalisme, il prend la tête de l'Association jusqu'en 2008.
- Jacques Valax, né le 23 août 1951 à Albi, est un homme Politique Français, membre du PS a été le Président du SC Albi de 1986-1988 Député de la 1re Circonscription du Tarn depuis juin 2007 en remplacement de Paul Quilès et Membre du Conseil Général du Tarn.